# فیلم در ۲۰۱۴
فیلم در ۲۰۱۴ شامل برخی رویدادها، از جمله فیلم‌های پرفروش، مراسم‌های اهدای جوایز، جشنواره‌ها، فهرست فیلم‌های منتشر شده و برخی از مرگ‌های قابل توجه است.

## پرفروش‌ترین فیلم‌ها
فهرست ۱۰ تا از پرفروش‌ترین فیلم‌های سال ۲۰۱۴ در سراسر دنیا:
| رتبه | عنوان                            | توزیع کننده                      | فروش جهانی     |
| ---- | -------------------------------- | -------------------------------- | -------------- |
| ۱    | تبدیل‌شوندگان: عصر انقراض         | پارامونت پیکچرز                  | $۱٬۱۰۴٬۰۵۴٬۰۷۲ |
| ۲    | هابیت: نبرد پنج سپاه             | برادران وارنر                    | $۹۵۶٬۰۱۹٬۷۸۸   |
| ۳    | نگهبانان کهکشان                  | دیزنی                            | $۷۷۳٬۳۲۸٬۶۲۹   |
| ۴    | مالیفیسنت                        | دیزنی                            | $۷۵۸٬۵۳۹٬۷۸۵   |
| ۵    | بازی‌های گرسنگی: زاغ مقلد - بخش ۱ | لاینزگیت فیلمز                   | $۷۵۵٬۳۵۶٬۷۱۱   |
| ۶    | مردان ایکس: روزهای گذشته آینده   | فاکس قرن بیستم                   | $۷۴۷٬۸۶۲٬۷۷۵   |
| ۷    | کاپیتان آمریکا: سرباز زمستان     | دیزنی                            | $۷۱۴٬۲۶۴٬۲۶۷   |
| ۸    | طلوع سیاره میمون‌ها               | فاکس قرن بیستم                   | $۷۱۰٬۶۴۴٬۵۶۶   |
| ۹    | مرد عنکبوتی شگفت‌انگیز ۲          | سونی پیکچرز                      | $۷۰۸٬۹۸۲٬۳۲۳   |
| ۱۰   | میان‌ستاره‌ای                      | پارامونت پیکچرز / برادران وارنر. | $۶۷۷٬۴۶۳٬۸۱۳   |

تبدیل‌شوندگان: عصر انقراض با فروش بیش از ۱٫۱ میلیارد دلار در جایگاه ۲۰م در فهرست پرفروش‌ترین فیلم ‌های تاریخ جهان قرار گرفت. هابیت: نبرد پنج سپاه با فروش ۹۵۶ میلیون دلاری در جایگاه ۳۶م فهرست پرفروش‌ترین فیلم‌های تاریخ جهان قرار گرفت.
۶ ابرقهرمان با فروش بیش از ۶۵۷ میلیون دلاری در جایگاه پرفروش‌ترین فیلم انیمیشن در سال ۲۰۱۴ و در جایگاه ۲۱م در فهرست پرفروش‌ترین فیلم‌های انیمیشن تاریخ جهان قرار گرفت.

## رویدادها

### مراسم جایزه
| تاریخ     | رویداد                                                      | میزبان                                                                  | موقعیت                            | منبع   |
| --------- | ----------------------------------------------------------- | ----------------------------------------------------------------------- | --------------------------------- | ------ |
| ۱۰ ژانویه | سومین دوره جوایز آکادمی هنرهای سینمایی و تلویزیونی استرالیا | آکادمی هنرهای سینمایی و تلویزیونی استرالیا                              | وست هالیوود، کالیفرنیا، کالیفرنیا | [ ۲ ]  |
| ۱۲ ژانویه | هفتاد و یکمین مراسم گلدن گلوب                               | انجمن مطبوعات خارجی هالیوود                                             | بورلی هیلز، کالیفرنیا، کالیفرنیا  | [ ۳ ]  |
| ۱۶ ژانویه | نوزدهمین دوره جوایز انجمن منتقدان پخش فیلم                  | انجمن منتقدان پخش فیلم                                                  | سنتا مونیکا، کالیفرنیا، کالیفرنیا | [ ۴ ]  |
| ۱۸ ژانویه | بیستمین دوره جوایز بازیگران فیلم                            | Screen Actors Guild‐American Federation of Television and Radio Artists | لس آنجلس، کالیفرنیا، کالیفرنیا    | [ ۵ ]  |
| ۱۹ ژانویه | جایزه انجمن تهیه‌کنندگان آمریکا ۲۰۱۳                         | انجمن تهیه‌کنندگان آمریکا                                                | بورلی هیلز، کالیفرنیا، کالیفرنیا  | [ ۶ ]  |
| ۲۰ ژانویه | چهل و نهمین دوره جوایز گلدباگن                              | Swedish Film Institute                                                  | استکهلم، سوئد                     | [ ۷ ]  |
| ۲۵ ژانویه | شصت و ششمین دوره جوایز انجمن کارگردانان آمریکا              | Directors Guild of America                                              | لس آنجلس، کالیفرنیا، کالیفرنیا    | [ ۸ ]  |
| ۱ فوریه   | چهارمین دوره جوایز ماگریت                                   | Académie André Delvaux                                                  | بروکسل، بلژیک                     | [ ۹ ]  |
| ۱ فوریه   | جوایز انجمن نویسندگان آمریکا ۲۰۱۳                           | انجمن نویسندگان آمریکا                                                  | لس آنجلس، کالیفرنیا، کالیفرنیا    | [ ۱۰ ] |
| ۱۵ فوریه  | شصت و چهارمین جشنواره بین‌المللی فیلم برلین                  | جشنواره بین‌المللی فیلم برلین                                            | برلین، آلمان                      | [ ۱۱ ] |
| ۱۶ فوریه  | شصت و هفتمین دوره جوایز بفتا                                | بفتا                                                                    | لندن، انگلستان                    | [ ۱۲ ] |
| ۲۳ فوریه  | هجدهمین دوره جوایز ستلایت                                   | International Press Academy                                             | سنچری سیتی، لس‌آنجلس، کالیفرنیا    | [ ۱۳ ] |
| ۲۶ فوریه  | سی و نهمین دوره جوایز سزار                                  | Academy of Cinema Arts and Techniques                                   | پاریس، فرانسه                     | [ ۱۴ ] |
| ۱ مارس    | بیست و نهمین دوره جوایز ایندیپندنت اسپیریت                  | جایزه ایندیپندنت اسپیریت                                                | سنتا مونیکا، کالیفرنیا، کالیفرنیا | [ ۱۵ ] |
| ۱ مارس    | سی و چهارمین دوره جوایز تمشک طلایی                          | جایزه تمشک طلایی                                                        | لس آنجلس، کالیفرنیا، کالیفرنیا    | [ ۱۶ ] |
| ۲ مارس    | هشتاد و ششمین دوره جوایز اسکار                              | جایزه اسکار                                                             | لس آنجلس، کالیفرنیا، کالیفرنیا    | [ ۱۷ ] |
| ۲۴ مارس   | هشتمین دوره جوایز گوپو                                      | Association for Romanian Film Promotion                                 | بخارست، رومانی                    | [ ۱۸ ] |
| ۳۰ مارس   | نوزدهمین دوره جوایز امپایر                                  | جایزه امپایر                                                            | لندن، انگلستان                    | [ ۱۹ ] |
| ۵ آوریل   | یازدهمین دوره جوایز فیلم و تلویزیون ایرلندی                 | جایزه فیلم و تلویزیون ایرلندی                                           | دوبلین، لینستر، جمهوری ایرلند     | [ ۲۰ ] |
| ۱۳ آوریل  | جایزه سینمایی ام‌تی‌وی ۲۰۱۴                                   | جایزه سینمایی و تلویزیونی ام‌تی‌وی                                        | لس آنجلس، کالیفرنیا، کالیفرنیا    | [ ۲۱ ] |
| ۱۹ آوریل  | 44th Kerala State Film Awards                               | Kerala State Chalachitra Academy                                        | تریواندروم، کرالا، هند            | [ ۲۲ ] |
| ۲۶ آوریل  | شصت و یکمین دوره جوایز آکادمی بین‌المللی فیلم هند            | جوایز آکادمی بین‌المللی فیلم هند                                         | Tampa Bay، فلوریدا                | [ ۲۳ ] |
| ۳ مه      | شصت و یکمین دوره جوایز ملی فیلم                             | Directorate of Film Festivals                                           | هند                               | [ ۲۴ ] |
| ۲۶ ژوئن   | چهلمین دوره جوایز ساترن                                     | جایزه ساترن                                                             | بربنک، کالیفرنیا، کالیفرنیا       | [ ۲۵ ] |
| ۱۳ ژوئیه  | جایزه فاماس ۲۰۱۴                                            | جایزه فاماس                                                             | پارانیاکه، فیلیپین                | [ ۲۶ ] |
| ۱۳ دسامبر | بیست و هفتمین دوره جوایز فیلم اروپا                         | آکادمی فیلم اروپا                                                       | ریگا، لتونی                       | [ ۲۷ ] |

### جشنواره‌ها
| تاریخ                     | رویداد                                     | میزبان                        | موقعیت                   | منبع   |
| ------------------------- | ------------------------------------------ | ----------------------------- | ------------------------ | ------ |
| ۱۶–۲۶ ژانویه              | جشنواره فیلم ساندنس ۲۰۱۴                   | Sundance Institute            | پارک سیتی، یوتا، یوتا    | [ ۲۸ ] |
| ۶–۱۶ فوریه                | شصت و چهارمین جشنواره بین‌المللی فیلم برلین | جشنواره بین‌المللی فیلم برلین  | برلین، آلمان             | [ ۲۹ ] |
| ۱۴–۲۵ مه                  | جشنواره فیلم کن ۲۰۱۴                       | جشنواره کن                    | کن، فرانسه               | [ ۳۰ ] |
| ۱۵–۲۳ اوت                 | جشنواره فیلم سارایوو ۲۰۱۴                  | جشنواره فیلم سارایوو          | سارایوو، بوسنی و هرزگوین | [ ۳۱ ] |
| ۲۷ اوت – ۶ سپتامبر        | هفتاد و یکمین جشنواره فیلم ونیز            | دوسالانه ونیز                 | ونیز، ایتالیا            | [ ۳۲ ] |
| ۴–۱۴ سپتامبر              | جشنواره بین‌المللی فیلم تورنتو ۲۰۱۴         | جشنواره بین‌المللی فیلم تورنتو | تورنتو، انتاریو          | [ ۳۳ ] |
| ۱۴–۳۰ نوامبر              | هجدهمین جشنواره فیلم شب‌های سیاه تالین      | جشنواره فیلم شب‌های سیاه تالین | تالین، استونی            | [ ۳۴ ] |
| ۲۵ دسامبر – ۸ ژانویه ۲۰۱۵ | 2014 Metro Manila Film Festival            | Metro Manila Film Festival    | کلانشهر مانیل، فیلیپین   |        |

## جوایز
| دسته/سازمان                 | هفتاد و دومین مراسم گلدن گلوب ۱۱ ژانویه ۲۰۱۵ | هفتاد و دومین مراسم گلدن گلوب ۱۱ ژانویه ۲۰۱۵ | بیستمین دوره جایزه گزینش منتقدان فیلم ۱۵ ژانویه ۲۰۱۵ | Producers، Directors، Screen Actors، and Writers Guild Awards | شصت و هشتمین دوره جوایز بفتا ۸ فوریه ۲۰۱۵ | هشتاد و هفتمین دوره جوایز اسکار ۲۲ فوریه ۲۰۱۵ |
| دسته/سازمان                 | درام                                         | موزیکال یا کمدی                              | بیستمین دوره جایزه گزینش منتقدان فیلم ۱۵ ژانویه ۲۰۱۵ | Producers، Directors، Screen Actors، and Writers Guild Awards | شصت و هشتمین دوره جوایز بفتا ۸ فوریه ۲۰۱۵ | هشتاد و هفتمین دوره جوایز اسکار ۲۲ فوریه ۲۰۱۵ |
| --------------------------- | -------------------------------------------- | -------------------------------------------- | ---------------------------------------------------- | ------------------------------------------------------------- | ----------------------------------------- | --------------------------------------------- |
| بهترین فیلم                 | پسرانگی                                      | هتل بزرگ بوداپست                             | پسرانگی                                              | بردمن                                                         | پسرانگی                                   | بردمن                                         |
| بهترین کارگردان             | ریچارد لینکلیتر پسرانگی                      | ریچارد لینکلیتر پسرانگی                      | ریچارد لینکلیتر پسرانگی                              | الخاندرو گونسالس اینیاریتو بردمن                              | ریچارد لینکلیتر پسرانگی                   | الخاندرو گونسالس اینیاریتو بردمن              |
| بهترین بازیگر مرد           | ادی ردمین نظریه همه‌چیز                       | مایکل کیتون بردمن                            | مایکل کیتون بردمن                                    | ادی ردمین نظریه همه‌چیز                                        | ادی ردمین نظریه همه‌چیز                    | ادی ردمین نظریه همه‌چیز                        |
| بهترین بازیگر زن            | جولیان مور هنوز آلیس                         | ایمی آدامز چشمان بزرگ                        | جولیان مور هنوز آلیس                                 | جولیان مور هنوز آلیس                                          | جولیان مور هنوز آلیس                      | جولیان مور هنوز آلیس                          |
| بهترین بازیگر نقش مکمل مرد  | جی. کی. سیمونز ویپلش                         | جی. کی. سیمونز ویپلش                         | جی. کی. سیمونز ویپلش                                 | جی. کی. سیمونز ویپلش                                          | جی. کی. سیمونز ویپلش                      | جی. کی. سیمونز ویپلش                          |
| بهترین بازیگر نقش مکمل زن   | پاتریشا آرکت پسرانگی                         | پاتریشا آرکت پسرانگی                         | پاتریشا آرکت پسرانگی                                 | پاتریشا آرکت پسرانگی                                          | پاتریشا آرکت پسرانگی                      | پاتریشا آرکت پسرانگی                          |
| بهترین فیلمنامه، اقتباس شده | الخاندرو گونسالس اینیاریتو بردمن             | الخاندرو گونسالس اینیاریتو بردمن             | گیلین فلین دختر گم‌شده                                | گراهام مور بازی تقلید                                         | Anthony McCarten نظریه همه‌چیز             | گراهام مور بازی تقلید                         |
| بهترین فیلمنامه، اصلی       | الخاندرو گونسالس اینیاریتو بردمن             | الخاندرو گونسالس اینیاریتو بردمن             | الخاندرو گونسالس اینیاریتو بردمن                     | وس اندرسن هتل بزرگ بوداپست                                    | وس اندرسن هتل بزرگ بوداپست                | الخاندرو گونسالس اینیاریتو بردمن              |
| بهترین فیلم انیمیشن         | چگونه اژدهای خود را تربیت کنیم ۲             | چگونه اژدهای خود را تربیت کنیم ۲             | فیلم لگو                                             | N/A                                                           | فیلم لگو                                  | ۶ ابرقهرمان                                   |
| بهترین نمره اصلی            | نظریه همه‌چیز یوهان یوهانسون                  | نظریه همه‌چیز یوهان یوهانسون                  | بردمن آنتونیو سانچز                                  | N/A                                                           | هتل بزرگ بوداپست الکساندر دسپلا           | هتل بزرگ بوداپست الکساندر دسپلا               |
| بهترین آهنگ اصلی            | "افتخار" سلما                                | "افتخار" سلما                                | "افتخار" سلما                                        | N/A                                                           | N/A                                       | "افتخار" سلما                                 |
| بهترین فیلم خارجی زبان      | لویاتان                                      | لویاتان                                      | فورس ماژور                                           | N/A                                                           | ایدا                                      | ایدا                                          |

## فیلم‌های ۲۰۱۴

### ژانویه–مارس
| افتتاح          | افتتاح | عنوان                                              | استودیو                                                              | عوامل تولید | منبع    |
| --------------- | ------ | -------------------------------------------------- | -------------------------------------------------------------------- | --- | ------- |
| J A N U A R Y   | ۱      | بهترین پیشنهاد                                     | آی‌اف‌سی فیلمز                                                         | جوزپه تورناتوره (کارگردان)؛ جفری راش، جیم استرجس، سیلفیا هوکس، دونالد ساترلند | [ ۳۵ ]  |
| J A N U A R Y   | ۳      | Jamesy Boy                                         | Phase 4 Films                                                        | Trevor White (کارگردان/فیلم‌نامه‌نویس)؛ Lane Shadgett (فیلم‌نامه‌نویس)؛ مری-لوئیز پارکر، وینگ ریمز، Spencer Lofranco، تیسا فارمیگا، جیمز وودز | [ ۳۶ ]  |
| J A N U A R Y   | ۳      | قبر باز                                            | جشنواره فیلم ترایبکا                                                 | گونسالو لوپس-گایگو (کارگردان)؛ شارلتو کوپلی، جوزف مورگان، توماس کرتشمن، ارین ریچاردز، جوسی هو، Max Wrottesley | [ ۳۷ ]  |
| J A N U A R Y   | ۳      | فعالیت فراطبیعی: نشانه‌گذاری شده‌ها                  | پارامونت پیکچرز / بلوم هاوس پروداکشنز                                | Christopher B. Landon (کارگردان)؛ Andrew Jacobs، Jorge Diaz، Gabrielle Walsh | [ ۳۸ ]  |
| J A N U A R Y   | ۸      | ایو سن لوران (فیلم)                                | استودیوکانال                                                         | جلیل لیسپرت (کارگردان/فیلم‌نامه‌نویس)؛ Jacques Fieschi، Jérémie Guez، Marie-Pierre Huster (فیلم‌نامه‌نویس)؛ پیر نینی، گیوم گالین، شارلوت ل بن، لورا اسمت، Marie de Villepin، Xavier Lafitte، نیکولای کینسکی                                                                        | [ ۳۹ ]  |
| J A N U A R Y   | ۱۰     | The Adventurer: The Curse of the Midas Box         | آر ال جی ای فیلمز                                                    | Jonathan Newman (کارگردان)؛ مایکل شین، سام نیل، لینا هیدی، یوان گریفید، کیلی هاوس، Tristan Gemmill، آنورین برنارد | [ ۴۰ ]  |
| J A N U A R Y   | ۱۰     | Black Coffee                                       | آر ال جی ای فیلمز                                                    | Mark Harris (کارگردان/فیلم‌نامه‌نویس)؛ Darrin Henson، Christian Keyes، Gabrielle Dennis، Lamman Rucker، اریکا هابرد | [ ۴۱ ]  |
| J A N U A R Y   | ۱۰     | دمبل‌ها                                             | GoDigital                                                            | Christopher Livingston (کارگردان)؛ Brian Drolet، Hoyt Richards (فیلم‌نامه‌نویس)؛ Brian Drolet، Hoyt Richards، میرچا مونرو، تایلور کول، Michael Bower، جلیل ویت، توماس آرنلد (بازیگر)، اندی میلوناکیس                                                                             | [ ۴۲ ]  |
| J A N U A R Y   | ۱۰     | افسانه هرکول                                       | سامیت انترتینمنت / Millennium Films                                  | رنی هارلین (کارگردان/فیلم‌نامه‌نویس)؛ Daniel Giat، Giulio Steve، شان هود (فیلم‌نامه‌نویس)؛ کلان لاتز، گایا ویس، اسکات ادکینز، رکسان مک‌کی، لیام گریگان، لیام مک‌اینتایر، راده شربه‌جیا                                                                                                | [ ۴۳ ]  |
| J A N U A R Y   | ۱۰     | Raze                                               | آی‌اف‌سی فیلمز                                                         | Josh C. Waller (کارگردان)؛ زویی بل، ریچل نیکولز (بازیگر)، تراسی توماس، شریلین فن، داگ جونز (بازیگر)، بروس توماس (هنرپیشه)، Rebecca Marshall، آدریانا ویلکینسون، Allene Quincy، Bailey Anne Borders، Jordan James Smith                                                         | [ ۴۴ ]  |
| J A N U A R Y   | ۱۰     | Redirected                                         | Koch Film                                                            | Emilis Vėlyvis (کارگردان)؛ وینی جونز، Scot Williams، Gil Darnell، Oliver Jackson، Anthony Strachan | [ ۴۵ ]  |
| J A N U A R Y   | ۱۱     | عملیات آجیلی                                       | اوپن رود فیلمز                                                       | Peter Lepeniotis (کارگردان/فیلم‌نامه‌نویس)؛ Lorne Cameron (فیلم‌نامه‌نویس)؛ ویل آرنت، کاترین هیگل، لیام نیسون، برندن فریزر، گابریل ایگلسیاس | [ ۴۶ ]  |
| J A N U A R Y   | ۱۵     | Divin Enfant                                       | UGC Distribution                                                     | Olivier Doran (کارگردان/فیلم‌نامه‌نویس)؛ Patrick Lefèbvre (فیلم‌نامه‌نویس)؛ امیلی دوکن، سامی بواجیله، ژرالدین پلاس | [ ۴۷ ]  |
| J A N U A R Y   | ۱۵     | جک رایان: سرباز سایه                               | پارامونت پیکچرز / اسکای‌دنس مدیا                                      | کنت برانا (کارگردان)؛ دیوید کپ، Adam Cozad، Anthony Peckham، استیون زایلیان، کریس پاین، کوین کاستنر، کیرا نایتلی، Kenneth Branagh | [ ۴۸ ]  |
| J A N U A R Y   | ۱۶     | موزون                                              | Artificial Eye                                                       | Hong Khaou (کارگردان)؛ بن ویشاو، چنگ پی-پی، Andrew Leung، مارون کریستی، Naomi Christie، پیتر بولز | [ ۴۹ ]  |
| J A N U A R Y   | ۱۶     | ویپلش                                              | سونی پیکچرز کلاسیکس / بلوم هاوس پروداکشنز                            | دیمین شزل (کارگردان/فیلم‌نامه‌نویس)؛ جی. کی. سیمونز، مایلز تلر، پل رایزر، ملیسا بنویست | [ ۵۰ ]  |
| J A N U A R Y   | ۱۷     | Back in the Day                                    | Screen Media Films                                                   | مایکل روزنبام (کارگردان/فیلم‌نامه‌نویس)؛ مورنا باکارین، نیک اسواردسون، Michael Rosenbaum | [ ۵۱ ]  |
| J A N U A R Y   | ۱۷     | Big Bad Wolves                                     | مگنولیا پیکچرز                                                       | Aharon Keshales، Navot Papushado (directors)؛ لیور اشکنازی، Tzahi Grad، Doval'e Glickman، Rotem Keinan | [ ۵۲ ]  |
| J A N U A R Y   | ۱۷     | کمپ ایکس ری                                        | آی‌اف‌سی فیلمز                                                         | Peter Sattler (کارگردان/فیلم‌نامه‌نویس)؛ کریستن استوارت، پیمان معادی، جان کارول لینچ، لین گریسون، Joseph Julian Soria، کوری مایکل اسمیت | [ ۵۳ ]  |
| J A N U A R Y   | ۱۷     | Devil's Due                                        | فاکس قرن بیستم / Davis Entertainment                                 | Matt Bettinelli-Olpin، Tyler Gillett (directors)؛ Lindsay Devlin، Zoë Green (فیلم‌نامه‌نویس)؛ الیسون میلر، زک گیلفورد، سم اندرسون، ایمی کاره‌رو، ونسا ری، مایکل پاپاجان، گریف فرست                                                                                                | [ ۵۴ ]  |
| J A N U A R Y   | ۱۷     | Fishing Without Nets                               | Think Media Studios                                                  | Cutter Hodierne (کارگردان)؛ اریک گودون، Abdiwali Farrah، Abdikhadir Hassan، Idil Ibrahim، Abdi Kani، رضا کاتب | [ ۵۵ ]  |
| J A N U A R Y   | ۱۷     | Fرتبه                                              | مگنولیا پیکچرز                                                       | لنی آبراهامسون (کارگردان)؛ دامنل گلیسون، مایکل فاسبندر، مگی جیلنهال، اسکوت مک‌نری، Carla Azar | [ ۵۶ ]  |
| J A N U A R Y   | ۱۷     | یخچال                                              | Anchor Bay Films                                                     | Mikael Salomon (کارگردان)؛ Tom Doganoglu، Shane Weisfeld (فیلم‌نامه‌نویس)؛ دیلان مک‌درموت، پیتر فاسینلی، یولیا اسنیگر | [ ۵۷ ]  |
| J A N U A R Y   | ۱۷     | میهمان                                             | Picturehouse                                                         | آدام وینگارد (کارگردان)؛ Simon Barrett (فیلم‌نامه‌نویس)؛ دن استیونز، مایکا مونرو، Brendan Meyer، لنس ردیک | [ ۵۸ ]  |
| J A N U A R Y   | ۱۷     | Hellion                                            | آی‌اف‌سی فیلمز                                                         | Kat Candler (کارگردان/فیلم‌نامه‌نویس)؛ آرون پال، جولیت لوئیس، جاش ویگینز، Deke Garner، Jonny Mars، Annalee Jefferies | [ ۵۹ ]  |
| J A N U A R Y   | ۱۷     | Kidnapped for Christ                               | Red Thorn Productions                                                | Kate S. Logan (کارگردان/فیلم‌نامه‌نویس)؛ Yada Zamora (فیلم‌نامه‌نویس)؛ Kate S. Logan | [ ۶۰ ]  |
| J A N U A R Y   | ۱۷     | Laggies                                            | ای ۲۴                                                                | لین شلتون (کارگردان)؛ Andrea Seigel (فیلم‌نامه‌نویس)؛ کلویی گریس مورتس، کیرا نایتلی، سم راکول، تیا سیرکار، مارک وبر (هنرپیشه)، کیتلین دیور | [ ۶۱ ]  |
| J A N U A R Y   | ۱۷     | پسر کو ندارد نشان از پدر                           | Amuse، Inc. / فوجی تلویژن / GAGA Corporation                         | هیروکازو کورئیدا (کارگردان)؛ ماساهارو فوکویاما | [ ۶۲ ]  |
| J A N U A R Y   | ۱۷     | Obvious Child                                      | Rooks Nest Entertainment                                             | Gillian Robespierre (کارگردان)؛ Gillian Robespierre (story)؛ جنی سلیت، جیک لیسی، گبی هافمن، دیوید کراس | [ ۶۳ ]  |
| J A N U A R Y   | ۱۷     | سواری با هم                                        | یونیورسال استودیوز / Relativity Media                                | تیم استوری (کارگردان)؛ Greg Coolidge، جیسون منتزوکس، Phil Hay، Matt Manfredi (فیلم‌نامه‌نویس)؛ آیس کیوب، کوین هارت، جان لگویزمائو، بروس مک‌گیل، تیکا سومپتر، لارنس فیشبرن | [ ۶۴ ]  |
| J A N U A R Y   | ۱۷     | Summer in فوریه                                    | Metrodome Distribution                                               | Christopher Menaul (کارگردان)؛ دومینیک کوپر، امیلی براونینگ، دن استیونز، هتی موراهان | [ ۶۵ ]  |
| J A N U A R Y   | ۱۸     | Alive Inside: A Story of Music and Memory          | Projector Media / Ximotion Media                                     | Michael Rossato-Bennett (کارگردان/فیلم‌نامه‌نویس) | [ ۶۶ ]  |
| J A N U A R Y   | ۱۸     | رفتار درخور                                        | Parkville Pictures                                                   | دزیره اخوان (کارگردان/فیلم‌نامه‌نویس)؛ Desiree Akhavan، Rebecca Henderson، اسکات ادسیت، هالی فایفر | [ ۶۷ ]  |
| J A N U A R Y   | ۱۸     | فرشته‌های نیکوتر                                    | Brothers K Productions                                               | A. J. Edwards (کارگردان/فیلم‌نامه‌نویس)؛ جیسون کلارک، دیانه کروگر، بریت مارلینگ، وس بنتلی، Braydon Denney | [ ۶۸ ]  |
| J A N U A R Y   | ۱۸     | The Case Against 8                                 | Tripod Media                                                         | Ben Cotner، Ryan White (directors/screenplay) | [ ۶۹ ]  |
| J A N U A R Y   | ۱۸     | Dear White People                                  | Duly Noted / Homegrown Pictures                                      | Justin Simien (کارگردان/فیلم‌نامه‌نویس)؛ تایلر جیمز ویلیامز، تسا تامپسون، تیونا پریس، Brandon P Bell، کایل گالنر، بریتنی کرن، دنیس هیزبرت، Marque Richardson | [ ۷۰ ]  |
| J A N U A R Y   | ۱۸     | Difret                                             | Haile Addis Pictures                                                 | Zeresenay Berhane Mehari (کارگردان)؛ Meron Getnet، Tizita Hagere | [ ۷۱ ]  |
| J A N U A R Y   | ۱۸     | Drunktown's Finest                                 | Sundance Channel                                                     | |         |
| J A N U A R Y   | ۱۸     | God Help the Girl                                  | Amplify                                                              | Director: Stuart Murdoch Cast: امیلی براونینگ، الی الکساندر، هانا موری، پیر بولونژه | [ ۷۲ ]  |
| J A N U A R Y   | ۱۸     | I Origins                                          | فاکس سرچلایت پیکچرز                                                  | مایک کیهیل (کارگردان) (کارگردان/فیلم‌نامه‌نویس)؛ مایکل پیت، بریت مارلینگ، آسترید برژه-فریسبه، استیون ین | [ ۷۳ ]  |
| J A N U A R Y   | ۱۸     | عشق عجیب است                                       | سونی پیکچرز کلاسیکس                                                  | آیرا ساکس (کارگردان/فیلم‌نامه‌نویس)؛ Mauricio Zacharias (فیلم‌نامه‌نویس)؛ آلفرد مولینا، جان لیسگو، مریسا تومی | [ ۷۴ ]  |
| J A N U A R Y   | ۱۸     | Wish I Was Here                                    | فوکس فیچرز                                                           | زک برف (کارگردان/فیلم‌نامه‌نویس)؛ Adam J. Braff (فیلم‌نامه‌نویس)؛ Zach Braff، کیت هادسون، جیم پارسونز، مندی پتینکین، اشلی گرین، جوئی کینگ | [ ۷۵ ]  |
| J A N U A R Y   | ۱۸     | Young Ones                                         | Screen Media Films                                                   | جیک پالترو (کارگردان/فیلم‌نامه‌نویس)؛ نیکلاس هولت، ال فانینگ، مایکل شنون، کدی اسمیت-مک‌فی | [ ۷۶ ]  |
| J A N U A R Y   | ۱۹     | پسرانگی                                            | آی‌اف‌سی فیلمز                                                         | ریچارد لینکلیتر (director، screenplay)؛ ایثن هاک، پاتریشا آرکت، الار کولترین | [ ۷۷ ]  |
| J A N U A R Y   | ۱۹     | کالواری                                            | فاکس سرچلایت پیکچرز                                                  | جان مایکل مک‌دونا (کارگردان)؛ برندن گلیسون، کریس اودوود، کلی رایلی، آیدان گیلن، دیلن مورن، ایزاک دو بانکوله، ام امت والش، ماری-ژوزه کروز، دامنل گلیسون | [ ۷۸ ]  |
| J A N U A R Y   | ۱۹     | Dead Snow: Red vs. Dead                            | Well Go USA Entertainment                                            | تومی ویرکولا (کارگردان)؛ Vegar Hoel، Orjan Gamst، مارتین استار، Ingrid Haas، Jocelyn DeBoer، Stig Frode Henriksen، کریستوفر یونر | [ ۷۹ ]  |
| J A N U A R Y   | ۱۹     | تحت‌تعقیب‌ترین مرد                                   | انترتینمنت وان                                                       | آنتون کوربین (کارگردان)؛ فیلیپ سیمور هافمن، ریچل مک‌آدامز، رابین رایت، ویلم دفو، گریگوری دوبریگین | [ ۸۰ ]  |
| J A N U A R Y   | ۲۰     | 20،000 Days on Earth                               | درفت‌هاوس فیلمز                                                       | Iain Forsyth، Jane Pollard (directors)؛ Iain Forsyth، Jane Pollard، نیک کیو (فیلم‌نامه‌نویس) | [ ۸۱ ]  |
| J A N U A R Y   | ۲۰     | سیگنال (فیلم، ۲۰۱۴)                                | فوکس فیچرز                                                           | ویلیام اوبنک (کارگردان/فیلم‌نامه‌نویس)؛ Carlyle Eubank، David Frigerio (فیلم‌نامه‌نویس)؛ برنتون توایتز، اولیویا کوک، سارا کلارک، لارنس فیشبرن | [ ۸۲ ]  |
| J A N U A R Y   | ۲۰     | The Trip to Italy                                  | آی‌اف‌سی فیلمز                                                         | مایکل وینترباتم (کارگردان/فیلم‌نامه‌نویس)؛ راب برایدون، استیو کوگان | [ ۸۳ ]  |
| J A N U A R Y   | ۲۱     | یکی را دوست دارم                                   | واینستین کمپانی                                                      | چارلی مکداول (کارگردان)؛ مارک دوپلاس، الیزابت ماس، تد دنسن | [ ۸۴ ]  |
| J A N U A R Y   | ۲۱     | یورش ۲                                             | سونی پیکچرز کلاسیکس                                                  | گارث اونس (کارگردان/فیلم‌نامه‌نویس)؛ ایکو اویس، تیو پاکوسادوو، آریفین پوترا، جولی استل، الکس آباد، روی مارتن | [ ۸۵ ]  |
| J A N U A R Y   | ۲۴     | 24 Exposures                                       | آی‌اف‌سی فیلمز                                                         | جو سوانبرگ (کارگردان)؛ آدام وینگارد، Simon Barrett، Helen Rogers، Caroline White، Sophia Takal | [ ۸۶ ]  |
| J A N U A R Y   | ۲۴     | پناهگاه خانوادگی (فیلم)                            | رودساید اترکشنز                                                      | Ron Krauss (کارگردان)؛ ونسا هاجنز، جیمز ارل جونز، رزاریو داوسون، برندن فریزر | [ ۸۷ ]  |
| J A N U A R Y   | ۲۴     | گلوریا                                             | رودساید اترکشنز                                                      | سباستین للیو (کارگردان)؛ پائولینا گارسیا | [ ۸۸ ]  |
| J A N U A R Y   | ۲۴     | من، فرانکنشتاین                                    | لاینزگیت فیلمز / لیک‌شور انترتینمنت / SKE Films / Hopscotch Features  | استوارت بیتی (کارگردان/فیلم‌نامه‌نویس)؛ کوین گرویوکس (فیلم‌نامه‌نویس)؛ آرون اکهارت، ایوان استراهاوسکی، بیل نای (بازیگر)، میراندا اتو، جای کورتنی، Kevin Grevioux، Socratis Otto | [ ۸۹ ]  |
| J A N U A R Y   | ۲۴     | جی هو                                              | Sohail Khan Productions                                              | سهیل خان (کارگردان)؛ Dilip Shukla، ای‌آر موروگادوس (فیلم‌نامه‌نویس)؛ سلمان خان، تابو (بازیگر)، دیزی شاه، دنی دنزونگپا، نادیرا بابار، موهنیش باهل، سنا خان، موکول دو، ماهش تاکور                                                                                                   | [ ۹۰ ]  |
| J A N U A R Y   | ۲۴     | Run & Jump                                         | آی‌اف‌سی فیلمز                                                         | Steph Green (کارگردان)؛ ماکسین پیک، Edward MacLiam، ویل فورته، Ruth McCabe | [ ۹۱ ]  |
| J A N U A R Y   | ۲۵     | The Idolmaster Movie: Beyond the Brilliant Future! | ای-۱ پیکچرز                                                          | Atsushi Nishigori (کارگردان)؛ Tatsuya Takahashi (فیلم‌نامه‌نویس) Eriko Nakamura، Asami Imai، مهako Nigo، Azumi Asakura، Hiromi Hirata | [ ۹۲ ]  |
| J A N U A R Y   | ۲۵     | پادشاه میمون                                       | China Film Group Corporation                                         | Cheang Pou-soi (کارگردان)؛ Szeto Kam-Yuen (فیلم‌نامه‌نویس)؛ دانی ین، چو یون فات، آرون کووک، جو چن، Peter Ho، کلی چن، ژانگ زیلین، ژیژی لیانگ، لوئیس فان، Him Law | [ ۹۳ ]  |
| J A N U A R Y   | ۲۷     | بدون توقف                                          | یونیورسال استودیوز / استودیوکانال / سیلور پیکچرز                     | ژاومه کویت-سرا (کارگردان)؛ Christopher Roach، John W. Richardson (فیلم‌نامه‌نویس)؛ لیام نیسون، جولیان مور، لوپیتا نیونگو، نیت پارکر، میشل داکری، اسکوت مک‌نری، بار پالی | [ ۹۴ ]  |
| J A N U A R Y   | ۲۷     | آن لحظه مزخرف                                      | FilmDistrict                                                         | Tom Gormican (کارگردان/فیلم‌نامه‌نویس)؛ زک افران، مایکل بی.جردن، مایلز تلر، ایموجن پوتس، جسیکا لوکاس، مک‌کنزی دیویس | [ ۹۵ ]  |
| J A N U A R Y   | ۲۹     | Jacky in Women's Kingdom                           | پتی                                                                  | Riad Sattouf (director/screenplay/actor)؛ ونسان لاکوست، شارلوت گنزبور، دیدیه بوردون | [ ۹۶ ]  |
| J A N U A R Y   | ۳۰     | پلیس آهنی                                          | مترو گلدوین مایر / کلمبیا پیکچرز                                     | ژوزه پادیلا (کارگردان)؛ Josh Zetumer، نیک شینک (فیلم‌نامه‌نویس)؛ یوئل کینامان، گری اولدمن، مایکل کیتون، ساموئل ال. جکسون، جکی ارل هیلی، جی باروشل، ابی کورنیش، جنیفر ایلی، مایکل کی ویلیامز                                                                                      | [ ۹۷ ]  |
| J A N U A R Y   | ۳۱     | Best Night Ever                                    | مگنولیا پیکچرز                                                       | Jason Friedberg and Aaron Seltzer (directors)؛ Desiree Hall، Eddie Ritchard، Samantha Colburn، کریستا فلاناگان | [ ۹۸ ]  |
| J A N U A R Y   | ۳۱     | روز کارگر                                          | پارامونت پیکچرز                                                      | جیسون رایتمن (کارگردان/فیلم‌نامه‌نویس)؛ کیت وینسلت، جاش برولین، Gattlin Griffith، توبی مگوایر | [ ۹۹ ]  |
| J A N U A R Y   | ۳۱     | نوبل                                               | Destiny Films                                                        | Stephen Bradley (کارگردان)؛ Deirdre O'Kane، سارا گرین، برندن کویل، مارک هوبرمن، روث نگا | [ ۱۰۰ ] |
| F E B R U A R Y | ۱      | فیلم لگو                                           | برادران وارنر / Warner Animation Group / ویلیج رودشو پیکچرز          | فیل لرد و کریستوفر میلر، فیل لرد و کریستوفر میلر (directors/screenplay)؛ کریس پرت، ویل فرل، الیزابت بنکس، ویل آرنت، نیک آفرمن، الیسون بری، چارلی دی، لیام نیسون، مورگان فریمن                                                                                                  | [ ۱۰۱ ] |
| F E B R U A R Y | ۲      | پابرهنه                                            | رودساید اترکشنز                                                      | اندرو فلمینگ (کارگردان)؛ Stephen Zotnowski (فیلم‌نامه‌نویس)؛ ایوان ریچل وود، اسکات اسپیدمن، تریت ویلیامز، کیت برتون، جی. کی. سیمونز | [ ۱۰۲ ] |
| F E B R U A R Y | ۳      | چند متر مکعب عشق                                   | DreamLab Films                                                       | Jamshid Mahmoudi (کارگردان)؛ Jamshid Mahmoudi (فیلم‌نامه‌نویس)؛ Hasiba Ebrahimi | [ ۱۰۳ ] |
| F E B R U A R Y | ۶      | هتل بزرگ بوداپست                                   | فاکس سرچلایت پیکچرز                                                  | وس اندرسن (کارگردان/فیلم‌نامه‌نویس)؛ رالف فاینز، تونی ریوولوری، اف. موری آبراهام، متیو آمالریک، آدرین برودی، ویلم دفو، جف گلدبلوم، جود لا، بیل مری، ادوارد نورتون، سورشا رونان، جیسون شوارتزمن، لئا سیدو، تیلدا سوینتن، تام ویلکینسون، اوون ویلسون                               | [ ۱۰۴ ] |
| F E B R U A R Y | ۷      | ۷۱                                                 | استودیوکانال                                                         | Yann Demange (کارگردان)؛ Gregory Burke (فیلم‌نامه‌نویس)؛ جک اوکانل (بازیگر)، ریچارد دورمر، شان هریس، سام رید (بازیگر) | [ ۱۰۵ ] |
| F E B R U A R Y | ۷      | مردان آثار یادبود                                  | کلمبیا پیکچرز / فاکس قرن بیستم                                       | جرج کلونی (کارگردان/فیلم‌نامه‌نویس)؛ گرانت هسلو (فیلم‌نامه‌نویس)؛ George Clooney، مت دیمون، بیل مری، جان گودمن، ژان دوژاردن، باب بالابان، هیو بونه‌ویل، کیت بلانشت | [ ۱۰۶ ] |
| F E B R U A R Y | ۷      | آقای پیبادی و شرمن                                 | فاکس قرن بیستم / دریم‌ورکس انیمیشن                                    | راب مینکاف (کارگردان)؛ Craig Wright (فیلم‌نامه‌نویس)؛ تای بورل، ماکس چارلز، استیون کلبر، الیسون جنی، آریل وینتر، لزلی من | [ ۱۰۷ ] |
| F E B R U A R Y | ۷      | Two Men in Town                                    | Artists & Company                                                    | رشید بوشارب (کارگردان)؛ فارست ویتاکر، هاروی کایتل، الن برستین، لوئیس گازمن، برندا بلتین | [ ۱۰۸ ] |
| F E B R U A R Y | ۷      | آکادمی خون‌آشام‌ها                                   | واینستین کمپانی                                                      | مارک واترز (کارگردان) (کارگردان)؛ Dan Waters (فیلم‌نامه‌نویس)؛ زوئی دویچ، لوسی فرای، دانیلا کوزلوفسکی | [ ۱۰۹ ] |
| F E B R U A R Y | ۱۰     | مسیر طولانی سقوط                                   | لاینزگیت فیلمز                                                       | پاسکال شومی (کارگردان)؛ جک تورن (فیلم‌نامه‌نویس)؛ تونی کولت، پیرس برازنان، آرون پال، ایموجن پوتس | [ ۱۱۰ ] |
| F E B R U A R Y | ۱۰     | دره تاریک                                          | Films Distribution                                                   | Andreas Prochaska (کارگردان)؛ Martin Ambrosch، Andreas Prochaska (فیلم‌نامه‌نویس)؛ سم رایلی | [ ۱۱۱ ] |
| F E B R U A R Y | ۱۱     | About Last Night                                   | اسکرین جمز / Rainforest Films                                        | Steve Pink (کارگردان)؛ Leslye Headland (فیلم‌نامه‌نویس)؛ کوین هارت، رجینا هال، مایکل ایلی، جوی برایانت | [ ۱۱۲ ] |
| F E B R U A R Y | ۱۱     | The Two Faces of ژانویه                            | Timnick Films / استودیوکانال / ورکینگ تایتل فیلمز                    | حسین امینی (فیلمنامه‌نویس) (کارگردان/فیلم‌نامه‌نویس)؛ ویگو مورتنسن، کیرستن دانست، اسکار آیزاک | [ ۱۱۳ ] |
| F E B R U A R Y | ۱۲     | ۳ روز برای کشتن                                    | Relativity Media / اروپاکورپ                                         | جوزف مک‌گینتی نیکول (کارگردان)؛ لوک بسون، Adi Hasak (فیلم‌نامه‌نویس)؛ کوین کاستنر، هیلی استاینفلد، امبر هرد | [ ۱۱۴ ] |
| F E B R U A R Y | ۱۲     | دیو و دلبر                                         | پتی / استودیو بابلسبرگ                                               | کریستف گان (کارگردان/فیلم‌نامه‌نویس)؛ Sandra Vo-Anh (فیلم‌نامه‌نویس)؛ ونسان کسل، لئا سیدو، آندری دوسولیه | [ ۱۱۵ ] |
| F E B R U A R Y | ۱۲     | سزار چاوز                                          | Pantelion Films                                                      | دیه‌گو لونا (کارگردان)؛ Keir Pearson (فیلم‌نامه‌نویس)؛ مایکل پنیا، آمریکای فررا، رزاریو داوسون، جان مالکوویچ | [ ۱۱۶ ] |
| F E B R U A R Y | ۱۲     | Les Trois Frères، le retour                        | Pan-Européenne / Wild Bunch                                          | دیدیه بوردون (director/screenplay/producer/actor)؛ برنار کومپون (director/screenplay/producer/actor)؛ پاسکال لژیتیموس (producer/actor)؛ فیلیپ گودو (producer)؛ Didier Bourdon، Bernard Campan، Pascal Légitimus                                                                | [ ۱۱۷ ] |
| F E B R U A R Y | ۱۳     | افسانه زمستان                                      | برادران وارنر / ویلیج رودشو پیکچرز / آکیوا گلدزمن                    | آکیوا گلدزمن (کارگردان/فیلم‌نامه‌نویس)؛ کالین فارل، راسل کرو، جسیکا براون فیندلی، جنیفر کانلی، ویل اسمیت، ویلیام هرت، اوا ماری سنت، فین ویتراک، مت بامر، کوین دورند، کوین کوریگان، گراهام گرین (بازیگر)                                                                          | [ ۱۱۸ ] |
| F E B R U A R Y | ۱۴     | خشم کوبایی                                         | استودیوکانال                                                         | جیمز گریفیتس (کارگردان) (کارگردان)؛ Jon Brown (فیلم‌نامه‌نویس)؛ نیک فراست، رشیدا جونز، الیویا کلمن، کریس اودوود، وندی مک‌لندن کاوی، الکساندرا روچه | [ ۱۱۹ ] |
| F E B R U A R Y | ۱۴     | Devil in the Detail                                | Sparrow Production                                                   | Shirley Frimpong-Manso (کارگردان)؛ Nse Ikpe Etim، Adjetey Anang، Ecow Smith-Asante، Ama Ampofo | [ ۱۲۰ ] |
| F E B R U A R Y | ۱۴     | عشق بی‌پایان                                        | یونیورسال استودیوز                                                   | Shana Feste (کارگردان/فیلم‌نامه‌نویس)؛ Josh Safran (فیلم‌نامه‌نویس)؛ الکس پتیفر، گابریلا وایلد، رابرت پاتریک، بروس گرینوود، ریس ویکفیلد، دایو اوکینی، اما ریگبی، جولی ریچاردسون | [ ۱۲۱ ] |
| F E B R U A R Y | ۱۴     | ولگرد (فیلم هندی)                                  | یاش راج فیلمز                                                        | علی عباس ظفر (کارگردان/فیلم‌نامه‌نویس)؛ رانویر سینگ، آرجون کاپور، پریانکا چوپرا، عرفان خان، سراب شوکلا، پانکاج تریپاتی، ویکتور بنرجی، Deepraj Rana، Anant Sharma | [ ۱۲۲ ] |
| F E B R U A R Y | ۱۸     | پمپئی                                              | ترایستار پیکچرز                                                      | پل دبلیو. اس. اندرسون (کارگردان)؛ Lee Batchler، Janet Scott Batchler، Michael Robert Johnson، جولین فلوز (فیلم‌نامه‌نویس)؛ کیت هرینگتون، امیلی براونینگ، کیفر ساترلند، جرد هریس، کری-ان ماس، آدواله آکینویه آگباجه، جسیکا لوکاس                                                  | [ ۱۲۳ ] |
| F E B R U A R Y | ۲۲     | Giovanni's Island                                  | برادران وارنر                                                        | Mizuho Nishikubo (کارگردان)؛ Shigemichi Sugita، Yoshiki Sakurai (فیلم‌نامه‌نویس)؛ ایچیمورا ماساچیکا، یوکی ناکاما، Kanako Yanagihara، یوسوکه ناکایاما، Saburō Kitajima | [ ۱۲۴ ] |
| F E B R U A R Y | ۲۲     | Vengeance                                          | ITN Productions                                                      | Gil Medina (کارگردان/فیلم‌نامه‌نویس)؛ دنی ترخو، جیسون موس، فیفتی سنت، دانل لوگ، تک ناین | [ ۱۲۵ ] |
| F E B R U A R Y | ۲۶     | Supercondriaque                                    | پتی                                                                  | دنی بون (director/screenplay/actor)؛ Alice Pol، کاد مراد، ژان-ایو برتلو، مارته ویلالونگا، Valérie Bonneton | [ ۱۲۶ ] |
| F E B R U A R Y | ۲۸     | توبه                                               | لاینزگیت فیلمز / Codeblack Films                                     | Philippe Caland (کارگردان/فیلم‌نامه‌نویس)؛ Shintaro Shimosawa (فیلم‌نامه‌نویس)؛ فارست ویتاکر، آنتونی مکی، مایک اپس، نیکول آری پارکر، سنا لیثن | [ ۱۲۷ ] |
| F E B R U A R Y | ۲۸     | پسر خدا                                            | فاکس قرن بیستم                                                       | Christopher Spencer (کارگردان/فیلم‌نامه‌نویس)؛ Richard Bedser، Colin Swash، Nic Young (فیلم‌نامه‌نویس)؛ Diogo Morgado، رما دونی، داروین شاو | [ ۱۲۸ ] |
| M A R C H       | ۴      | ۳۰۰: ظهور یک امپراتوری                             | برادران وارنر / لجندری پیکچرز                                        | Noam Murro (کارگردان)؛ زک اسنایدر، Kurt Johnstad (فیلم‌نامه‌نویس)؛ خودریگو سانتورو، اوا گرین، سالیوان استیپلتون، هانس متیسون، لینا هیدی | [ ۱۲۹ ] |
| M A R C H       | ۷      | Apaye                                              | Emem Isong Productions                                               | Desmond Elliot، Niyi Akinmolaran (directors)؛ Kanayo O. Kanayo، Mbong Amata، Belinda Effah، Clarion Chukwura | [ ۱۳۰ ] |
| M A R C H       | ۷      | آشپز                                               | اوپن رود فیلمز                                                       | جان فاورو (کارگردان/فیلم‌نامه‌نویس)؛ Jon Favreau، سوفیا ورگارا، اسکارلت جوهانسون، جان لگویزمائو، رابرت داونی جونیور، داستین هافمن، بابی کاناوله، گری شندلینگ، اولیور پلات، ایمی سداریس                                                                                           | [ ۱۳۱ ] |
| M A R C H       | ۸      | همسایه‌ها                                           | یونیورسال استودیوز / Good Universe                                   | نیکلاس استولر (کارگردان)؛ اندرو جی.کوهن، Brendan O'Brien (فیلم‌نامه‌نویس)؛ ست روگن، زک افران، رز بیرن، کریستوفر مینتس-پلس، دیو فرانکو | [ ۱۳۲ ] |
| M A R C H       | ۸      | تقدیر                                              | Screen Australia                                                     | برادران اسپیریگ (کارگردان/فیلم‌نامه‌نویس)؛برادران اسپیریگ (کارگردان/فیلم‌نامه‌نویس)؛ ایثن هاک، سارا اسنوک، Christopher Kirby | [ ۱۳۳ ] |
| M A R C H       | ۹      | Faults                                             | Screen Media Films                                                   | Riley Stearns (کارگردان/فیلم‌نامه‌نویس)؛ مری الیزابت وینستد، لیلند ارسر، بت گرانت، جون گریس، لنس ردیک، کریس الیس (هنرپیشه) | [ ۱۳۴ ] |
| M A R C H       | ۹      | Vessel                                             | Filmbuff                                                             | Diana Whitten (کارگردان)؛ Rebecca Gomperts | [ ۱۳۵ ] |
| M A R C H       | ۱۰     | قبل از اینکه ناپدید شوم                            | آی‌اف‌سی فیلمز                                                         | شان کریستنسن (کارگردان/فیلم‌نامه‌نویس)؛ Shawn Christensen، فاتیما پتاچک، امی رسوم، پل وسلی، ران پرلمن | [ ۱۳۶ ] |
| M A R C H       | ۱۰     | نوح                                                | پارامونت پیکچرز / ریجنسی انترتینمنت                                  | دارن آرونوفسکی (کارگردان/فیلم‌نامه‌نویس)؛ Ari Handel، جان لوگان (نویسنده) (فیلم‌نامه‌نویس)؛ راسل کرو، جنیفر کانلی، لوگان لرمن، اما واتسون، ری وینستون، آنتونی هاپکینز | [ ۱۳۷ ] |
| M A R C H       | ۱۱     | ماپت‌ها: تحت تعقیب                                  | والت دیزنی پیکچرز                                                    | جیمز بابین (کارگردان/فیلم‌نامه‌نویس)؛ نیکلاس استولر (فیلم‌نامه‌نویس)؛ ریکی جرویز، تینا فی، تای بورل | [ ۱۳۸ ] |
| M A R C H       | ۱۲     | Fiston                                             | uFilm / Monkey Pack Films                                            | Pascal Bourdiaux (کارگردان)؛ Daive Cohen (فیلم‌نامه‌نویس)؛ فرانک دوبوسک، Kev Adams، نورا آرنزدر، والری بنگیگی، Helena Noguerra | [ ۱۳۹ ] |
| M A R C H       | ۱۲     | جنون سرعت                                          | تاچ‌استون پیکچرز / دریم‌ورکس / Reliance Entertainment / الکترونیک آرتس | اسکات وا (کارگردان)؛ George Gatins، جان گاتینز (فیلم‌نامه‌نویس)؛ آرون پال، ایموجن پوتس، دومینیک کوپر، مایکل کیتون، رامون رودریگز | [ ۱۴۰ ] |
| M A R C H       | ۱۳     | کاپیتان آمریکا: سرباز زمستان                       | مارول استودیوز                                                       | برادران روسو، برادران روسو (directors)؛ کریستوفر مارکوس و استیون مک‌فیلی، کریستوفر مارکوس و استیون مک‌فیلی (فیلم‌نامه‌نویس)؛ کریس ایوانز، اسکارلت جوهانسون، سباستین استن، آنتونی مکی، کوبی اسمالدرز، فرانک گریلو، امیلی ونکمپ، هایلی اتول، رابرت ردفورد، ساموئل ال. جکسون          | [ ۱۴۱ ] |
| M A R C H       | ۱۴     | کلمات بد                                           | فوکس فیچرز                                                           | جیسون بیتمن (کارگردان)؛ Jason Bateman، کاترین هان، روئن چاند، بن فالکون، فیلیپ بیکر هال، الیسون جنی | [ ۱۴۲ ] |
| M A R C H       | ۱۴     | Better Living Through Chemistry                    | ساموئل گلدوین فیلمز                                                  | David Posamentier/Geoff Moore (کارگردان/فیلم‌نامه‌نویس)؛ سم راکول، اولیویا وایلد، میشل موناهن، ری لیوتا، بن شوارتز، کن هاوارد، جین فوندا | [ ۱۴۳ ] |
| M A R C H       | ۱۴     | The Single Moms Club                               | لاینزگیت فیلمز / استودیوهای تایلر پری                                | تایلر پری (کارگردان/فیلم‌نامه‌نویس)؛ Tyler Perry، نیا لانگ، وندی مک‌لندن کاوی، سولای هنائو، Cocoa Brown، ایمی اسمارت | [ ۱۴۴ ] |
| M A R C H       | ۱۴     | ورونیکا مارس                                       | برادران وارنر                                                        | Rob Thomas (کارگردان/فیلم‌نامه‌نویس)؛ Diane Ruggiero (فیلم‌نامه‌نویس)؛ کریستن بل، جیسون دوهرینگ، کریستن ریتر، رایان هانسن، فرانسیس کاپرا، پرسی داگز سوم، کریس لوول، تینا میجرینو، انریکو کولانتونی                                                                                 | [ ۱۴۵ ] |
| M A R C H       | ۱۵     | Rob the Mob                                        | Millennium Entertainment                                             | Raymond De Felitta (کارگردان)؛ Jonathan Fernandez (نویسنده)؛ مایکل پیت، نینا آریاندا، ری رومانو، اندی گارسیا | [ ۱۴۶ ] |
| M A R C H       | ۱۸     | سنت‌شکن                                             | سامیت انترتینمنت / داگلاس ویک                                        | نیل برگر (کارگردان)؛ Evan Daugherty، ونسا تیلور (فیلم‌نامه‌نویس)؛ شیلین وودلی، کیت وینسلت، تئو جیمز، انسل الگورت، زوئی کراویتز، مگی کیو، جای کورتنی، ری استیونسون (بازیگر)، مکای فایفر، مایلز تلر، Ben Lloyd-Hughes، Ben Lamb، کریستین مادسن، Amy Newbold، اشلی جاد، تونی گلدوین | [ ۱۴۷ ] |
| M A R C H       | ۱۹     | سابوتاژ                                            | اوپن رود فیلمز                                                       | دیوید آیر (کارگردان/فیلم‌نامه‌نویس)؛ اسکیپ وودز (فیلم‌نامه‌نویس)؛ آرنولد شوارتزنگر، میری انوس، سم ورثینگتون، جو منگنیلو، اولیویا ویلیامز، هارولد پرینو، جاش هالووی، ترنس هاوارد، مکس مارتینی                                                                                       | [ ۱۴۸ ] |
| M A R C H       | ۲۰     | ریو ۲                                              | انیمیشن فاکس قرن بیستم / بلو اسکای استودیو                           | کریس وج (producer)، کارلوز سالدانیا (کارگردان)؛ Don Rhymer، Carlos Kotkin، Jenny Bicks، Yoni Brenner (فیلم‌نامه‌نویس)؛ جسی آیزنبرگ، ان هتوی، لزلی من، برونو مارس، جامین کلمنت، جرج لوپز، جیمی فاکس، ویل.آی.ام                                                                    | [ ۱۴۹ ] |
| M A R C H       | ۲۱     | خدا نمرده‌است                                       | Pure Flix Entertainment                                              | Harold Cronk (کارگردان)؛ Willie Robertson، دیوید ای آر وایت، شن هارپر، کوین سوربو، Korie Robertson، رادین کاین | [ ۱۵۰ ] |
| M A R C H       | ۲۸     | دم                                                 | Cohen Media Group                                                    | دریک دورمس (کارگردان)؛ گای پیرس، فلیسیتی جونز، ایمی رایان، مک‌کنزی دیویس | [ ۱۵۱ ] |
| M A R C H       | ۲۸     | Render to Caesar                                   | Mighty Man Entertainment                                             | Desmond Ovbiagele، Onyekachi Ejim (directors)؛ Wale Ojo، بنگا آکینابه، Omoni Oboli، Bimbo Manuel | [ ۱۵۲ ] |
| M A R C H       | ۳۱     | مرد عنکبوتی شگفت‌انگیز ۲                            | کلمبیا پیکچرز / مارول انترتینمنت                                     | مارک وب (کارگردان)؛ جیمز وندربیلت، الکس کورتزمن، روبرتو ارسی، Jeff Pinkner (فیلم‌نامه‌نویس)؛ اندرو گارفیلد، اما استون، جیمی فاکس، دین دی‌هان، کلم فیور، فلیسیتی جونز، کمپبل اسکات، امبت دیویتس، پل جیاماتی، سالی فیلد، مارتون چوکاش                                               | [ ۱۵۳ ] |
| M A R C H       | ۳۱     | زن دیگر                                            | فاکس قرن بیستم                                                       | نیک کاساوتیس (کارگردان)؛ Melissa Stack (فیلم‌نامه‌نویس)؛ کامرون دیاز، لزلی من، کیت آپتون، نیکولای کاستر-والدو، تیلور کینی، نیکی میناژ، دان جانسون | [ ۱۵۴ ] |

### آوریل–ژوئن
| افتتاح    | افتتاح | عنوان                                               | استودیو                                                                                     | عوامل تولید | منبع    |
| --------- | ------ | --------------------------------------------------- | ------------------------------------------------------------------------------------------- | --- | ------- |
| A P R I L | ۴      | Island of Lemurs: Madagascar                        | برادران وارنر                                                                               | David Douglas (کارگردان)؛ مورگان فریمن | [ ۱۵۵ ] |
| A P R I L | ۶      | Where Hope Grows                                    | رودساید اترکشنز                                                                             | Chris Dowling (کارگردان/فیلم‌نامه‌نویس)؛ کریستوفر پولاها، David DeSanctis، ویلیام زابکا، بروک برنز، McKaley Miller | [ ۱۵۶ ] |
| A P R I L | ۷      | روز عضوگیری                                         | سامیت انترتینمنت / آد لات اینترتیمنت                                                        | ایوان رایتمن (کارگردان)؛ Rajiv Joseph، Scott Rothman (فیلم‌نامه‌نویس)؛ کوین کاستنر، جنیفر گارنر، دنیس لری، فرانک لانگلا، تام ولینگ، سام الیوت، الن برستین، چادویک بوزمن | [ ۱۵۷ ] |
| A P R I L | ۱۰     | The Quiet Ones                                      | لاینزگیت فیلمز / Exclusive Media / Traveling Picture Show Company / Hammer Film Productions | John Pogue (کارگردان/فیلم‌نامه‌نویس)؛ جرد هریس، سم کلفلین، ارین ریچاردز، اولیویا کوک | [ ۱۵۸ ] |
| A P R I L | ۱۰     | برتری                                               | برادران وارنر / الکان انترتینمنت                                                            | والی فیستر (کارگردان)؛ Jack Paglen (فیلم‌نامه‌نویس)؛ جانی دپ، پل بتانی، ربکا هال، کیت مارا، مورگان فریمن، کول هاسر | [ ۱۵۹ ] |
| A P R I L | ۱۶     | بهشت واقعی است                                      | ترایستار پیکچرز / جو روث                                                                    | رندل والاس (کارگردان/فیلم‌نامه‌نویس)؛ گرگ کینر، کلی رایلی، Connor Corum، توماس هیدن چرچ، جیکوب بارگاس، نانسی سورل، Lane Styles | [ ۱۶۰ ] |
| A P R I L | ۱۷     | The Identical                                       | Freestyle Releasing                                                                         | Dustin Marcellino (کارگردان)؛ Howie Klausner (فیلم‌نامه‌نویس)؛ ری لیوتا، اشلی جاد، ست گرین، برایان گراتی، جو پانتولیانو، Blake Rayne، Erin Cottrell، آماندا کرو | [ ۱۶۱ ] |
| A P R I L | ۱۷     | Preservation                                        | Present Pictures                                                                            | Christopher Denham (کارگردان/فیلم‌نامه‌نویس)؛ Wrenn Schmidt، پابلو شرایبر، آرون استیتن | [ ۱۶۲ ] |
| A P R I L | ۱۷     | ویرونگا                                             | نت‌فلیکس                                                                                     | Orlando von Einsiedel (کارگردان) | [ ۱۶۳ ] |
| A P R I L | ۱۸     | ۲ ایالت                                             | Dharma Productions / Nadiadwala Grandson Entertainment                                      | Abhishek Varman (کارگردان)؛ چتان بهجت (فیلم‌نامه‌نویس)؛ آرجون کاپور، آلیا بات، آمریتا سینگ، رواتهی، رونیت روی، Shiv Kumar Subramaniam، آچینت کائور | [ ۱۶۴ ] |
| A P R I L | ۱۸     | Bears                                               | Disneynature                                                                                | Keith Scholey، Alastair Fothergill، Adam Chapman (directors)؛ جان سی ریلی | [ ۱۶۵ ] |
| A P R I L | ۱۸     | خانه تسخیر شده ۲                                    | اوپن رود فیلمز                                                                              | مایکل تایداس (کارگردان)؛ مارلون وینز، Rick Alvarez (فیلم‌نامه‌نویس)؛ Marlon Wayans، جیمی پرسلی، اسنس اتکینز، سدریک اینترتینر، گابریل ایگلسیاس | [ ۱۶۶ ] |
| A P R I L | ۱۸     | کوبیدن بر در بهشت                                   | Royal Arts Academy                                                                          | Desmond Elliot (کارگردان)؛ Ini Edo، Emem Isong | [ ۱۶۷ ] |
| A P R I L | ۱۹     | Detective Conan: Dimensional Sniper                 | توهو                                                                                        | Kobun Shizuno (کارگردان)؛ Kazunari Kouchi (فیلم‌نامه‌نویس)؛ Minami Takayama، Wakana Yamazaki، Rikiya Koyama، Kappei Yamaguchi، مگومی هیاشی‌بارا | [ ۱۶۸ ] |
| A P R I L | ۱۹     | Next Goal Wins                                      | آیکون پروداکشنز                                                                             | Mike Brett، Steve Jamison (directors)؛ Kristian Brodie (producer)؛ Thomas Rongen | [ ۱۶۹ ] |
| A P R I L | ۲۳     | عمارت‌های آجری                                       | Relativity Media / اروپاکورپ                                                                | Camille Delamarre (کارگردان)؛ لوک بسون، رابرت مارک کامن (فیلم‌نامه‌نویس)؛ پل واکر، دیوید بل، رزا (رپر) | [ ۱۷۰ ] |
| A P R I L | ۲۶     | A Brony Tale                                        | Hodgee Films                                                                                | Brent Hodge (کارگردان)؛ اشلی بال، Donald Rhoades، اندریا لیبمن، نیکول آلیور، Mike Bernstein | [ ۱۷۱ ] |
| M A Y     | ۲      | گام شرمسارانه                                       | فوکس فیچرز / لیک‌شور انترتینمنت                                                              | استیون بریل (نمایشنامه‌نویس) (کارگردان/فیلم‌نامه‌نویس)؛ الیزابت بنکس، جیمز مارسدن، جیلیان جیکوبز، سارا رایت، اتان سوپلی، الیور هادسون، ویلی گارسون | [ ۱۷۲ ] |
| M A Y     | ۶      | Million Dollar Arm                                  | والت دیزنی پیکچرز                                                                           | کریگ گیلسپی (کارگردان)؛ توماس مک‌کارتی (هنرپیشه) (فیلم‌نامه‌نویس)؛ جان هم، آصف مندوی، بیل پکستون، سورج شارما، لیک بل، آلن آرکین | [ ۱۷۳ ] |
| M A Y     | ۸      | گودزیلا                                             | برادران وارنر / لجندری پیکچرز                                                               | گرت ادواردز (کارگردان)؛ Max Borenstein، دیوید کالاهام، فرانک دارابونت (فیلم‌نامه‌نویس)؛ آرون تایلر-جانسون، کن واتانابه، الیزابت اولسن، برایان کرانستون، ژولیت بینوش، سالی هاوکینز، دیوید استراترن                                                                             | [ ۱۷۴ ] |
| M A Y     | ۹      | Moms' Night Out                                     | ترایستار پیکچرز                                                                             | Andrew Erwin and Jon Erwin (directors)؛ سارا درو، تریس ادکینز، شان آستین، پاتریشا هیتون | [ ۱۷۵ ] |
| M A Y     | ۱۰     | مردان ایکس: روزهای گذشته آینده                      | فاکس قرن بیستم / تی‌اس‌جی اینترتینمنت / بد هت هری پروداکشنز / مارول انترتینمنت                | برایان سینگر (کارگردان)؛ سیمون کینبرگ (فیلم‌نامه‌نویس)؛ هیو جکمن، جیمز مک‌آووی، مایکل فاسبندر، هلی بری، جنیفر لارنس، الن پیج، آنا پاکوین، شان اشمور، نیکلاس هولت، پیتر دینکلیج، ایان مک‌کلن، پاتریک استوارت                                                                     | [ ۱۷۶ ] |
| M A Y     | ۱۵     | تیمبوکتو                                            | Cohen Media Group                                                                           | عبدالرحمن سیساکو (کارگردان)؛ Abel Jafri، Hichem Yacoubi | [ ۱۷۷ ] |
| M A Y     | ۱۶     | بخت پریشان                                          | فاکس قرن بیستم                                                                              | Josh Boone (کارگردان)؛ اسکات نوستدتر، مایکل اچ. وبر (فیلم‌نامه‌نویس)؛ شیلین وودلی، انسل الگورت | [ ۱۷۸ ] |
| M A Y     | ۱۶     | چگونه اژدهای خود را تربیت کنیم ۲                    | فاکس قرن بیستم / دریم‌ورکس انیمیشن                                                           | دین دبلوا (کارگردان/فیلم‌نامه‌نویس)؛ جی باروشل، جرارد باتلر، کریگ فرگوسن، آمریکای فررا، جونا هیل، کریستوفر مینتس-پلس، تی جی میلر، کریستن ویگ، کیت هرینگتون، جایمن هانسو، کیت بلانشت                                                                                           | [ ۱۷۹ ] |
| M A Y     | ۱۷     | او تعقیب می‌کند                                      | واینستین کمپانی                                                                             | دیوید رابرت میچل (کارگردان/فیلم‌نامه‌نویس)؛ مایکا مونرو، کیر گیلکریست، دنیل زوواتو، جیک ویری، Olivia Luccardi، Lili Sepe | [ ۱۸۰ ] |
| M A Y     | ۱۷     | Run                                                 | Bac Films                                                                                   | Philippe Lacôte (کارگردان)؛ Abdoul Karim Konaté | [ ۱۸۱ ] |
| M A Y     | ۱۷     | سن لوران                                            | اروپاکورپ / Mandarin Cinéma                                                                 | برتران بونلو (کارگردان/فیلم‌نامه‌نویس)؛ گاسپار اولیل، ژرمی رنیر، لویی گارل، لئا سیدو، آمیرا کاسار، Aymeline Valade، هلموت برگر | [ ۱۸۲ ] |
| M A Y     | ۱۷     | رستگاری                                             | نوردیسک فیلم                                                                                | کریستین لورینگ (کارگردان)؛ مدس میکلسن، اوا گرین، اریک کانتونا، میکل پرشبرانت، جفری دین مورگان، جاناتان پرایس، مایکل ریموند-جیمز | [ ۱۸۳ ] |
| M A Y     | ۱۷     | قصه‌های وحشی                                         | El Deseo                                                                                    | دامیان زیفرون (کارگردان)؛ Damián Szifron (فیلم‌نامه‌نویس)؛ ریکاردو دارین، Oscar Martínez، لئوناردو اسباراگلیا، اریکا ریواس، Rita Cortese، Julieta Zylberberg، داریو گراندینتی                                                                                                 | [ ۱۸۴ ] |
| M A Y     | ۱۸     | ولگرد                                               | ای ۲۴                                                                                       | دیوید می‌شد (کارگردان/فیلم‌نامه‌نویس)؛ گای پیرس، رابرت پتینسون، اسکوت مک‌نری | [ ۱۸۵ ] |
| M A Y     | ۱۹     | فاکس‌کچر                                             | سونی پیکچرز کلاسیکس / آناپورنا پیکچرز                                                       | بنت میلر (کارگردان)؛ اریک مکس فرای، دن فوترمن (فیلم‌نامه‌نویس)؛ چنینگ تیتوم، استیو کارل، مارک رافلو | [ ۱۸۶ ] |
| M A Y     | ۲۰     | Mischief Night                                      | آر ال جی ای فیلمز                                                                           | |         |
| M A Y     | ۲۱     | جستجو                                               | La Petite Reine                                                                             | میشل آزاناویسوس (کارگردان/فیلم‌نامه‌نویس)؛ برنیس بژو، آنت بنینگ، Maksim Emelyanov | [ ۱۸۷ ] |
| M A Y     | ۲۳     | عصبانی‌ترین مرد در بروکلین                           | لاینزگیت فیلمز                                                                              | فیل آلدن رابینسون (کارگردان)؛ Daniel Taplitz (فیلم‌نامه‌نویس)؛ جک مک‌بریر، رابین ویلیامز، میلا کونیس، پیتر دینکلیج، جیمز ارل جونز، ملیسا لیو، همیش لینکلیتر، ریچارد کیند، ایسایا ویتلک جونیور، ساتون فاستر، لی گارلیگتون                                                       | [ ۱۸۸ ] |
| M A Y     | ۲۳     | مخلوط                                               | برادران وارنر / هپی مدیسون پروداکشنز                                                        | فرانک کوراکی (کارگردان)؛ Clare Sera، Ivan Menchell (فیلم‌نامه‌نویس)؛ آدام سندلر، درو بریمور، بلا تورن، اما فورمن، تری کروس، جوئل مک‌هال، وندی مک‌لندن کاوی، کوین نیلن | [ ۱۸۹ ] |
| M A Y     | ۲۸     | لبه فردا                                            | برادران وارنر / ویلیج رودشو پیکچرز / رت‌پک انترتینمنت                                        | داگ لیمان (کارگردان)؛ Dante Harper ، کریستوفر مک‌کوری، Jez Butterworth، John-Henry Butterworth (فیلم‌نامه‌نویس)؛ تام کروز، امیلی بلانت، بیل پکستون، برندن گلیسون، نوآ تیلور، کیک گاری، لارا پالور، فرانز درامه، Jonas Armstrong، Charlotte Riley                               | [ ۱۹۰ ] |
| M A Y     | ۲۸     | مالیفیسنت                                           | والت دیزنی پیکچرز                                                                           | رابرت اشترمبرگ (کارگردان)؛ Linda Woolverton (فیلم‌نامه‌نویس)؛ آنجلینا جولی، شارلتو کوپلی، ال فانینگ، سم رایلی، ایملدا استنتون، جونو تیمپل، لسلی منویل | [ ۱۹۱ ] |
| M A Y     | ۲۹     | Make a Move                                         | Avizzle Productions                                                                         | Niyi Akinmolayan (کارگردان)؛ Ivie Okujaye، Tina Mba، Beverly Naya، Wale Adebayo | [ ۱۹۲ ] |
| M A Y     | ۳۰     | یک میلیون راه برای مردن در غرب                      | یونیورسال استودیوز / رسانه رایتس کاپیتال                                                    | ست مک‌فارلن (کارگردان/فیلم‌نامه‌نویس)؛ الک سالکین، ولسلی وایلد (فیلم‌نامه‌نویس)؛ Seth MacFarlane، شارلیز ترون، لیام نیسون، نیل پاتریک هریس، سارا سیلورمن، جووانی ریبیسی، آماندا سایفرد، رکس لین، Allyn Rachel، رالف گارمان، بیل مار                                              | [ ۱۹۳ ] |
| J U N E   | ۱      | Being Mrs Elliot                                    | Dioni Visions                                                                               | Omoni Oboli (کارگردان)؛ Majid Michel، Omoni Oboli، Ayo Makun، Sylvia Oluchy، Seun Akindele، Uru Eke، Lepacious Bose | [ ۱۹۴ ] |
| J U N E   | ۴      | خیابان جامپ شماره ۲۲                                | کلمبیا پیکچرز / مترو گلدوین مایر / اوریجینال فیلم                                           | فیل لرد و کریستوفر میلر، فیل لرد و کریستوفر میلر (کارگردان)؛ مایکل باکال، جونا هیل (فیلم‌نامه‌نویس)؛ چنینگ تیتوم، Jonah Hill، آیس کیوب، پیتر استورماره، نیک آفرمن | [ ۱۹۵ ] |
| J U N E   | ۵      | پسران نیوجرسی                                       | برادران وارنر / رت‌پک انترتینمنت / جی کی فیلمز                                               | کلینت ایستوود (کارگردان)؛ جان لوگان (نویسنده) (فیلم‌نامه‌نویس)؛ جان لوید یانگ، Erich Bergen، وینسنت پیازا، Michael Lamenda، کریستوفر واکن | [ ۱۹۶ ] |
| J U N E   | ۶      | تعطیلات: یک سرباز هرگز وظیفه خود را رها نمی‌کند      | Hari Om Entertainment / Sunshine Pictures                                                   | ای‌آر موروگادوس (کارگردان/فیلم‌نامه‌نویس)؛ آکشی کومار، سوناکشی سینها، سامیت راغوان، Freddy Daruwala | [ ۱۹۷ ] |
| J U N E   | ۱۴     | Earth to Echo                                       | Relativity Media / Panay Films                                                              | Dave Green (کارگردان)؛ Henry Gayden، Andrew Panay (فیلم‌نامه‌نویس)؛ Astro، تئو هالم، Reese Hartwig، Ella Wahlestedt | [ ۱۹۸ ] |
| J U N E   | ۱۹     | تبدیل‌شوندگان: عصر انقراض                            | پارامونت پیکچرز / السپارک                                                                   | مایکل بی (کارگردان)؛ ایرن کروگر (فیلم‌نامه‌نویس)؛ مارک والبرگ، نیکولا پلتز، جک رینور، کلسی گرمر، سوفیا مایلز، استنلی توچی، تی جی میلر، تیتوس ولیور، لی بینگ‌بینگ، Han Geng، پیتر کالن، رابرت فاکسوورث، رنو ویلسون، مارک رایان، فرانک ولکر، جان دیماجیو، جان گودمن، کن واتانابه | [ ۱۹۹ ] |
| J U N E   | ۲۰     | Think Like a Man Too                                | اسکرین جمز / Will Packer Productions                                                        | تیم استوری (کارگردان)؛ Keith Merryman، David A. Newman (فیلم‌نامه‌نویس)؛ کوین هارت، رجینا هال، Terrence J، جری فرارا، گابریله یونیون، مایکل ایلی، تراجی پی. هنسون، رومانی مالکو، مگان گود                                                                                     | [ ۲۰۰ ] |
| J U N E   | ۲۶     | طلوع سیاره میمون‌ها                                  | فاکس قرن بیستم / چرنین اینترتینمنت                                                          | مت ریوز (کارگردان)؛ اسکات زد. برنس، Rick Jaffa and Amanda Silver، مارک بامبک (فیلم‌نامه‌نویس)؛ اندی سرکیس، گری اولدمن، جیسون کلارک، کدی اسمیت-مک‌فی، کری راسل، جودی گریر | [ ۲۰۱ ] |
| J U N E   | ۲۷     | The Breakup Guru                                    | China Lion                                                                                  | Yu Baimei (کارگردان)؛ دنگ چائو، Yang Mi | [ ۲۰۲ ] |
| J U N E   | ۲۷     | یک تبهکار                                           | Balaji Motion Pictures                                                                      | Mohit Suri (کارگردان)؛ Milap Zaveri، Tushar Hiranandani (فیلم‌نامه‌نویس)؛ ریتیش دشموک، سیدهارث مالهوترا، شرادها کاپور، آمانا شریف | [ ۲۰۳ ] |
| J U N E   | ۲۷     | Mrs. Brown's Boys D'Movie                           | یونیورسال استودیوز / بی‌بی‌سی فیلمز                                                           | Ben Kellett (کارگردان)؛ Brendan O'Carroll (فیلم‌نامه‌نویس)؛ Brendan O'Carroll، Eilish O'Carroll، Nick Nevern، Paddy Houlihan، Fiona O'Carroll، Jennifer Gibney | [ ۲۰۴ ] |
| J U N E   | ۲۷     | برف‌شکن                                              | واینستین کمپانی                                                                             | بونگ جون-هو (کارگردان/فیلم‌نامه‌نویس)؛ Kelly Masterson (فیلم‌نامه‌نویس)؛ کریس ایوانز، سونگ کانگ-هو، تیلدا سوینتن، جیمی بل، اکتاویا اسپنسر، ایون برمنر، گو آ-سانگ، جان هرت، اد هریس                                                                                              | [ ۲۰۵ ] |
| J U N E   | ۲۷     | Whitey: United States of America v. James J. Bulger | مگنولیا پیکچرز                                                                              | Joe Berlinger (کارگردان)؛ ریچل وایس | [ ۲۰۶ ] |

### ژوئیه–سپتامبر
| افتتاح            | افتتاح | عنوان                                                    | استودیو                                                                                             | عوامل تولید | منبع    |
| ----------------- | ------ | -------------------------------------------------------- | --------------------------------------------------------------------------------------------------- | --- | ------- |
| J U L Y           | ۲      | America: Imagine the World Without Her                   | لاینزگیت فیلمز                                                                                      | دینش دسوزا، John Sullivan (directors)؛ Dinesh D'Souza | [ ۲۰۷ ] |
| J U L Y           | ۲      | از شر شیطان نجاتمان ده                                   | اسکرین جمز / جری بروکهایمر                                                                          | اسکات دریکسون (کارگردان/فیلم‌نامه‌نویس) Paul Harris Boardman (فیلم‌نامه‌نویس)؛ اریک بانا، ادگار رامیرز، الیویا مان، جوئل مک‌هال | [ ۲۰۸ ] |
| J U L Y           | ۲      | Premature                                                | آی‌اف‌سی فیلمز                                                                                        | Dan Beers (کارگردان)؛ John Karna، کتی فیندلی، کریگ رابرتس، آلن تودیک | [ ۲۰۹ ] |
| J U L Y           | ۲      | رقص مدرسه                                                | لاینزگیت فیلمز                                                                                      | نیک کانن (کارگردان)؛ بابی جی تامپسون، The Ranger$، لونل (بازیگر)، مایک اپس، کت ویلیامز، کریستینیا دی‌بارژ، تیفانی هدیش، جرج لوپز، ویلمر والدراما | [ ۲۱۰ ] |
| J U L Y           | ۲      | تمی                                                      | برادران وارنر / نیو لاین سینما / Gary Sanchez Productions                                           | بن فالکون (کارگردان/فیلم‌نامه‌نویس)؛ ملیسا مک‌کارتی (فیلم‌نامه‌نویس)؛ Melissa McCarthy، سوزان ساراندون، الیسون جنی، تونی کولت، ساندرا اوه، دن اکروید، کتی بیتس | [ ۲۱۱ ] |
| J U L Y           | ۳      | رقصنده صحرا                                              | Relativity Media / مه 13 Films                                                                      | Richard Raymond (کارگردان)؛ ریس ریچی، فریدا پینتو، نازنین بنیادی، تام کالن، ماراما کورلت، آکین گازی | [ ۲۱۲ ] |
| J U L Y           | ۴      | The Anomaly                                              | یونیورسال استودیوز / Unstoppable Entertainment / The Tea Shop & Film Company                        | نول کلارک (کارگردان/فیلم‌نامه‌نویس)؛ ایان سامرهلدر، لوک همسورث، الکسیس نپ، برایان کاکس (بازیگر) | [ ۲۱۳ ] |
| J U L Y           | ۱۵     | هواپیماها: حریق و نجات                                   | والت دیزنی پیکچرز / دیزنی تون استودیوز                                                              | Roberts Gannaway (کارگردان)؛ Jeffrey M. Howard (فیلم‌نامه‌نویس)؛ دین کوک، استیسی کیچ، براد گرت، دانی مان، تری هچر، سدریک اینترتینر، جولی بوون، اد هریس، وس استودی، دیل دای، فرد ویلارد، جری استیلر، پاتریک واربرتون، برد پیزلی                                  | [ ۲۱۴ ] |
| J U L Y           | ۱۸     | Persecuted                                               | Millennium Entertainment / One Media LLC                                                            | Daniel Lusko (کارگردان/فیلم‌نامه‌نویس)؛ جیمز رمار، فرد تامپسون، Gretchen Carlson، دین استاکول، بروس دیویسن، Brad Stine، Natalie Grant | [ ۲۱۵ ] |
| J U L Y           | ۱۸     | پاکسازی: هرج و مرج                                       | یونیورسال استودیوز / بلوم هاوس پروداکشنز / پلاتینوم دونس                                            | جیمز دموناکو (کارگردان/فیلم‌نامه‌نویس)؛ فرانک گریلو، مایکل کی ویلیامز، زک گیلفورد، کارمن اجوگو، کیلی سانچز، Chad Morgan | [ ۲۱۶ ] |
| J U L Y           | ۱۸     | نوار سکس                                                 | کلمبیا پیکچرز / Escape Artists                                                                      | جیک کاسدان (کارگردان)؛ Kate Angelo (فیلم‌نامه‌نویس)؛ کامرون دیاز، جیسون سیگل، راب کوردری، الی کمپر، جک بلک، راب لو | [ ۲۱۷ ] |
| J U L Y           | ۱۹     | Pokémon the Movie: Diancie and the Cocoon of Destruction | OLM، Inc. / توهو                                                                                    | Kunihiko Yuyama (کارگردان)؛ Hideki Sonoda (فیلم‌نامه‌نویس)؛ Rica Matsumoto، Ikue Ōtani، Yūki Kaji، Mariya Ise، مهuki Makiguchi، Marika Matsumoto | [ ۲۱۸ ] |
| J U L Y           | ۱۹     | وقتی مارنی آنجا بود                                      | استودیو جیبوری                                                                                      | هیروماسا یونه‌بایاشی (کارگردان)؛ Sara Takatsuki، کاسومی آریمورا، هانا سوگیساکی، هیتومی کوروکی، ریوکو موریاما، ناناکو ماتسوشیما، سوسومو تراجیما | [ ۲۱۹ ] |
| J U L Y           | ۲۰     | غیردوستانه                                               | یونیورسال استودیوز / بلوم هاوس پروداکشنز                                                            | لوان گابریادزه (کارگردان)؛ Nelson Greaves (فیلم‌نامه‌نویس)؛ شلی هنیگ، رنه اولستاد، Jacob Wysocki، ویل پلتز | [ ۲۲۰ ] |
| J U L Y           | ۲۰     | Veve                                                     | One Fine Day Films                                                                                  | Simon Mukali (کارگردان)؛ Lowri Odhiambo، Emo Rugene، Lizz Njagah | [ ۲۲۱ ] |
| J U L Y           | ۲۱     | Angry Video Game Nerd: The Movie                         | جیمز رالف (فیلم‌ساز)                                                                                 | جیمز رالف (فیلم‌ساز)، Kevin Finn (directors/screenplay)؛ James Rolfe، Sarah Glendening، Stephen Mendel، Helena Barrett، Time Winters، Eddie Pepitone، Bobby Charles Reed، جرمی سوارز                                                                           | [ ۲۲۲ ] |
| J U L Y           | ۲۱     | نگهبانان کهکشان                                          | مارول استودیوز                                                                                      | جیمز گان (فیلم‌ساز) (کارگردان/فیلم‌نامه‌نویس)؛ نیکول پرلمن (فیلم‌نامه‌نویس)؛ کریس پرت، زویی سالدانا، دیوید باتیستا، وین دیزل، بردلی کوپر، لی پیس، مایکل روکر، کارن گیلان، جایمن هانسو، جان سی ریلی، پیتر سرافیناویچ، گلن کلوز، بنیسیو دل تورو، جاش برولین، ست گرین | [ ۲۲۳ ] |
| J U L Y           | ۲۵     | And So It Goes                                           | Clarius Entertainment                                                                               | راب راینر (کارگردان)؛ Mark Andrus (فیلم‌نامه‌نویس)؛ مایکل داگلاس، داین کیتن، یایا داکوستا، استرلینگ جرینز، Paloma Guzmán، فرنسیس استرنهیگن، Andy Karl | [ ۲۲۴ ] |
| J U L Y           | ۲۵     | The Fluffy Movie                                         | اوپن رود فیلمز                                                                                      | Manny Rodriguez (کارگردان)؛ گابریل ایگلسیاس (فیلم‌نامه‌نویس)؛ Gabriel Iglesias | [ ۲۲۵ ] |
| J U L Y           | ۲۵     | هرکول                                                    | پارامونت پیکچرز / مترو گلدوین مایر                                                                  | برت رتنر (کارگردان)؛ Ryan Condal، Evan Spiliotopoulos (فیلم‌نامه‌نویس)؛ دواین جانسون، ایان مک‌شین، روفس سوئل، جوزف فاینز، پیتر مولان، جان هرت | [ ۲۲۶ ] |
| J U L Y           | ۲۵     | لگد                                                      | Nadiadwala Grandson Entertainment                                                                   | Sajid Nadiadwala (کارگردان)؛ Rajat Arora، چتان بهجت (فیلم‌نامه‌نویس)؛ سلمان خان، ژاکلین فرناندز، راندیپ هودا، نوازالدین صدیقی، میتون چاکرابورتی | [ ۲۲۷ ] |
| J U L Y           | ۲۵     | لوسی                                                     | یونیورسال استودیوز                                                                                  | لوک بسون (کارگردان/فیلم‌نامه‌نویس)؛ اسکارلت جوهانسون، مورگان فریمن، چوی مین شیک | [ ۲۲۸ ] |
| J U L Y           | ۲۵     | جادو در مهتاب                                            | سونی پیکچرز کلاسیکس                                                                                 | وودی آلن (کارگردان/فیلم‌نامه‌نویس)؛ اما استون، کالین فرث، همیش لینکلیتر، مارسیا گی هاردن، جکی ویور، اریکا لیرسن، آیلین اتکینز، سایمن مک‌برنی، Antonia Clarke، Jeremy Shamos                                                                                      | [ ۲۲۹ ] |
| J U L Y           | ۲۹     | لاک‌پشت‌های نینجای نوجوان جهش‌یافته                         | پارامونت پیکچرز / نیکلودئون موویز / پلاتینوم دونس                                                   | جاناتان لیبسمن (کارگردان)؛ مگان فاکس، جانی ناکسویل، آلن ریچسون، نول فیشر، جرمی هاوارد (هنرپیشه)، ویلیام فیکنر، تونی شالهوب، ویل آرنت، ووپی گلدبرگ | [ ۲۳۰ ] |
| A U G U S T       | ۱      | برخیز                                                    | یونیورسال استودیوز / ایمیج اینترتیمنت                                                               | تیت تیلور (کارگردان)؛ Jez Butterworth، John-Henry Butterworth (فیلم‌نامه‌نویس)؛ چادویک بوزمن، نلسون الیس، براندون مکئیل اسمیت، جیل اسکات، تیکا سومپتر، وایولا دیویس، اکتاویا اسپنسر، دن اکروید                                                                  | [ ۲۳۱ ] |
| A U G U S T       | ۴      | بی‌مصرف‌ها ۳                                               | لاینزگیت فیلمز / Millennium Films / Nu Image                                                        | پاتریک هیوز (کارگردان)؛ سیلوستر استالونه، آرنولد شوارتزنگر، هریسون فورد، مل گیبسون، جیسون استاتهام، جت لی، دولف لاندگرن، کلسی گرمر، تری کروس، رندی کوچار، وسلی اسنایپس، آنتونیو باندراس، روندا رزی، ویکتور ارتیز، کلان لاتز، گلن پاول، گرگ هنری               | [ ۲۳۲ ] |
| A U G U S T       | ۴      | When the Game Stands Tall                                | ترایستار پیکچرز / Affirm Films / ماندالی پیکچرز                                                     | توماس کارتر (کارگردان) (کارگردان)؛ جیمز کاویزل، لورا درن، مایکل چکلیس، الکساندر لودویگ | [ ۲۳۳ ] |
| A U G U S T       | ۶      | The Inbetweeners 2                                       | Film4 Productions                                                                                   | Damon Beesley (کارگردان)؛ Simon Bird، James Buckley، بلیک هریسون، جو توماس (بازیگر) | [ ۲۳۴ ] |
| A U G U S T       | ۸      | صد قدم راه                                               | تاچ‌استون پیکچرز / دریم‌ورکس / Reliance Entertainment / رسانه پارتیکیپنت / Image Nation / Harpo Films | لاسه هالستروم (کارگردان)؛ استیون نایت (فیلم‌نامه‌نویس) (فیلم‌نامه‌نویس)؛ هلن میرن، مانیش دایال | [ ۲۳۵ ] |
| A U G U S T       | ۸      | به‌سوی طوفان                                              | برادران وارنر / نیو لاین سینما / ویلیج رودشو پیکچرز                                                 | Steven Quale (کارگردان)؛ John Swetnam (فیلم‌نامه‌نویس)؛ ریچارد آرمیتاژ (بازیگر)، جرمی سومپتر، سارا وین کالیز، نیتن کرس | [ ۲۳۶ ] |
| A U G U S T       | ۸      | با من بمان دورایمون                                      | توهو                                                                                                | تاکاشی یامازاکی، Ryuichi Yagi (directors)؛ Wasabi Mizuta، Megumi Ōhara، Yumi Kakazu، توموکازو سکی، Subaru Kimura، Yoshiko Kamei | [ ۲۳۷ ] |
| A U G U S T       | ۸      | استپ آپ: همه                                             | سامیت انترتینمنت                                                                                    | Trish Sie (کارگردان)؛ John Swetnam (فیلم‌نامه‌نویس)؛ رایان گوزمن، بریانا اویگان، آلیسون استونر، آدام جی. سوانی، Mari Koda، Christopher Scott، Luis Rosado | [ ۲۳۸ ] |
| A U G U S T       | ۱۱     | بخشنده                                                   | واینستین کمپانی / رسانه والدن                                                                       | فیلیپ نویس (کارگردان)؛ وادیم پرلمان (فیلم‌نامه‌نویس)؛ جف بریجز، برنتون توایتز، مریل استریپ، الکساندر اسکارشگرد، کیتی هلمز، تیلور سوئیفت، اودیا راش، کامرون مانهن                                                                                                | [ ۲۳۹ ] |
| A U G U S T       | ۱۱     | مردانی که دنیا را نجات می‌دهند                            | Everything Films / Volya Films / Flying Films / Mandra Films                                        | Liew Seng Tat (کارگردان)؛ Wan Hanafi Su، Soffi Jikan، Harun Salim Bachik، Jalih Hamid | [ ۲۴۰ ] |
| A U G U S T       | ۱۳     | بیا پلیس باشیم                                           | فاکس قرن بیستم                                                                                      | لوک گرینفیلد (کارگردان/فیلم‌نامه‌نویس)؛ Nicholas Thomas (فیلم‌نامه‌نویس)؛ جیک جانسون، دیمون وینس جونیور | [ ۲۴۱ ] |
| A U G U S T       | ۱۴     | نترس                                                     | UTV Motion Pictures                                                                                 | Lingusamy (کارگردان)؛ سوریا (بازیگر)، سامانتا روت پرابو، ویدیوت جاموال، مانوج باجپایی، Brahmanandam | [ ۲۴۲ ] |
| A U G U S T       | ۱۵     | هکتور و جستجو برای خوشحالی                               | Relativity Media                                                                                    | پیتر چلسوم (کارگردان)؛ Peter Chelsom، Tinker Lindsay، Maria von Heland (فیلم‌نامه‌نویس)؛ سایمون پگ، تونی کولت، رزمند پایک، استلان اسکارشگورد، کریستوفر پلامر | [ ۲۴۳ ] |
| A U G U S T       | ۱۵     | سینگهام ۲                                                | Ajay Devgn FFilms / Rohit Shetty Productions                                                        | روهیت شتی (کارگردان)؛ Sajid-Farhad، Yunus Sajawal (فیلم‌نامه‌نویس)؛ اجی دیوگن، کارینا کاپور، Amole Gupte، انوپم کهیر، Dayanand Shetty | [ ۲۴۴ ] |
| A U G U S T       | ۱۸     | اگر بمانم                                                | برادران وارنر / نیو لاین سینما / مترو گلدوین مایر                                                   | آر جی کاتلر (کارگردان)؛ شاون کراس (فیلم‌نامه‌نویس)؛ کلویی گریس مورتس، میری انوس، لورن لی اسمیت، لیانا لیبراتو، جیمی بلاکلی، Aliyah O'Brien، جاشوآ لنرد، دفترچه خاطرات یک بی‌عرضه: حرف، حرف رودریکه                                                               | [ ۲۴۵ ] |
| A U G U S T       | ۱۹     | شهر گناه: بانویی که به خاطرش می‌کشم                       | دایمنشن فیلمز / Aldamisa Entertainment / Troublemaker Studios / میرامکس                             | فرانک میلر (کارگردان/فیلم‌نامه‌نویس)، رابرت رودریگز (کارگردان)؛ جسیکا آلبا، پاورز بوث، جاش برولین، رزاریو داوسون، جوزف گوردون لویت، اوا گرین، دنیس هیزبرت، استیسی کیچ، جیمی کینگ، ری لیوتا، جرمی پیون، میکی رورک، بروس ویلیس                                    | [ ۲۴۶ ] |
| A U G U S T       | ۲۷     | بردمن                                                    | فاکس سرچلایت پیکچرز / ریجنسی انترتینمنت                                                             | الخاندرو گونسالس اینیاریتو (کارگردان)؛ Alejandro González Iñárritu، نیکلاس گیاکوبونه، الکساندر دینلاریس، آرماندو بو (فیلمنامه‌نویس) (فیلم‌نامه‌نویس)؛ مایکل کیتون، اما استون، ادوارد نورتون، آندره‌آ ریسبرو، زک گالیفیناکیس، نائومی واتس، ایمی رایان              | [ ۲۴۷ ] |
| A U G U S T       | ۲۷     | مرد نوامبر                                               | Relativity Media                                                                                    | راجر دونالدسون (کارگردان)؛ Michael Finch، Karl Gajdusek (فیلم‌نامه‌نویس)؛ پیرس برازنان، اولگا کوریلنکو، لوک بریسی، بیل اسمیترویچ، ویل پاتون، الیزا تیلور | [ ۲۴۸ ] |
| A U G U S T       | ۲۹     | هرچه بالا هست، پایین نیز هست                             | یونیورسال استودیوز / لجندری پیکچرز                                                                  | جان اریک داودل (کارگردان/فیلم‌نامه‌نویس)؛ Drew Dowdle (فیلم‌نامه‌نویس) پردیتا ویکز، بن فلدمن (هنرپیشه)، ادوین هودگ، François Civil، Marion Lambert، Ali Marhyar                                                                                                   | [ ۲۴۹ ] |
| A U G U S T       | ۲۹     | بازی تقلید                                               | واینستین کمپانی                                                                                     | مورتن تیلدام (کارگردان)؛ گراهام مور (فیلم‌نامه‌نویس)؛ بندیکت کامبربچ، کیرا نایتلی، متیو گود، روری کینیار، آلن لیچ، متیو بیرد، چارلز دنس | [ ۲۵۰ ] |
| A U G U S T       | ۲۹     | گلاب                                                     | اوپن رود فیلمز / آد لات اینترتیمنت                                                                  | جان استوارت (مجری تلویزیونی) (کارگردان/فیلم‌نامه‌نویس)؛ گائل گارسیا برنال | [ ۲۵۱ ] |
| A U G U S T       | ۲۹     | وحشی                                                     | فاکس سرچلایت پیکچرز / River Road Entertainment                                                      | ژان-مارک ولی (کارگردان)؛ نیک هورن‌بای (فیلم‌نامه‌نویس)؛ ریس ویترسپون، گبی هافمن، میخیل هایسمان، چارلز بیکر | [ ۲۵۲ ] |
| A U G U S T       | ۳۱     | غول‌های پاکتی                                             | فوکس فیچرز / لایکا (شرکت)                                                                           | Anthony Stacchi، Graham Annable (directors)؛ بن کینگزلی، تونی کولت، ال فانینگ، ایزاک همپستد رایت، جرد هریس، سایمون پگ، نیک فراست، ریچارد آیوادی، تریسی مورگان                                                                                                 | [ ۲۵۳ ] |
| S E P T E M B E R | ۴      | پیش از آنکه بخوابم                                       | Clarius Entertainment                                                                               | روان جافه (کارگردان/فیلم‌نامه‌نویس)؛ نیکول کیدمن، مارک استرانگ، کالین فرث، آن-ماری داف | [ ۲۵۴ ] |
| S E P T E M B E R | ۴      | قاضی                                                     | برادران وارنر / ویلیج رودشو پیکچرز / رت‌پک انترتینمنت                                                | دیوید دابکین (کارگردان) (کارگردان)؛ رابرت داونی جونیور، رابرت دووال، ویرا فارمیگا، بیلی باب تورنتون، وینسنت دن آفریو، جرمی استرانگ (بازیگر)، دکس شپارد، سارا لنکستر                                                                                           | [ ۲۵۵ ] |
| S E P T E M B E R | ۵      | مری کام                                                  | سانجای لیلا بانسالی                                                                                 | Omung Kumar (کارگردان)؛ Saiwyn Quadras (فیلم‌نامه‌نویس)؛ پریانکا چوپرا، دنی دنزونگپا، Sunil Thapa، Minakkshi Kalitaa، Zachary Coffin، Shishir Sharma | [ ۲۵۶ ] |
| S E P T E M B E R | ۵      | شبگرد                                                    | اوپن رود فیلمز                                                                                      | دن گیلروی (کارگردان/فیلم‌نامه‌نویس)؛ جیک جیلنهال، بیل پکستون، رنه روسو، ریز احمد | [ ۲۵۷ ] |
| S E P T E M B E R | ۵      | وینسنت مقدس                                              | واینستین کمپانی / چرنین اینترتینمنت                                                                 | تئودور ملفی (director، screenplay)؛ بیل مری، ملیسا مک‌کارتی، نائومی واتس، کریس اودوود، Kimberly Quinn | [ ۲۵۸ ] |
| S E P T E M B E R | ۵      | Welcome to Me                                            | Alchemy                                                                                             | Shira Piven (کارگردان)؛ Eliot Laurence (فیلم‌نامه‌نویس)؛ کریستن ویگ، جیمز مارسدن، لیندا کاردلیانی، تیم رابینز، جون کیوسک، وس بنتلی، جنیفر جیسن لی، آلن تودیک | [ ۲۵۹ ] |
| S E P T E M B E R | ۵      | X+Y                                                      | Minnow Films                                                                                        | Morgan Matthews، (کارگردان)؛ ایسا باترفیلد، سالی هاوکینز، ریف اسپال، ادی مارسن | [ ۲۶۰ ] |
| S E P T E M B E R | ۶      | Beyond the Lights                                        | Relativity Media                                                                                    | جینا پرینس-بایدوود (کارگردان/فیلم‌نامه‌نویس)؛ گوگو امبتا-را، نیت پارکر، مینی درایور، دنی گلاور | [ ۲۶۱ ] |
| S E P T E M B E R | ۶      | پنج‌تای برتر                                              | پارامونت پیکچرز                                                                                     | کریس راک (کارگردان/فیلم‌نامه‌نویس)؛ کریس راک، رزاریو داوسون، Genevieve Angelson، Rachel Feinstein، Dan Naturman | [ ۲۶۲ ] |
| S E P T E M B E R | ۶      | عاج فیل                                                  | Demarest Films / SModcast Pictures                                                                  | کوین اسمیت (کارگردان/فیلم‌نامه‌نویس)؛ مایکل پارکس، جاستین لانگ، هالی جوئل آزمنت، جنسیس رودریگز، جانی دپ | [ ۲۶۳ ] |
| S E P T E M B E R | ۷      | ایکوالایزر                                               | کلمبیا پیکچرز / ویلیج رودشو پیکچرز / Escape Artists                                                 | آنتوان فوکوآ (کارگردان)؛ Richard Wenk (فیلم‌نامه‌نویس)؛ دنزل واشینگتن، کلویی گریس مورتس، مارتون چوکاش، دیوید هاربر، بیل پولمن، ملیسا لیو | [ ۲۶۴ ] |
| S E P T E M B E R | ۷      | دروغ خوب                                                 | برادران وارنر / الکان انترتینمنت / ایمیج اینترتیمنت                                                 | فیلیپه فالاردیو (کارگردان)؛ Margaret Nagle (فیلم‌نامه‌نویس)؛ ریس ویترسپون، کوری استول، سارا بیکر | [ ۲۶۵ ] |
| S E P T E M B E R | ۷      | عشق و بخشش                                               | لاینزگیت فیلمز / River Road Entertainment                                                           | Bill Pohlad (کارگردان)؛ Oren Moverman، Michael Alan Lerner (فیلم‌نامه‌نویس)؛ جان کیوسک، پل دینو، الیزابت بنکس، پل جیاماتی | [ ۲۶۶ ] |
| S E P T E M B E R | ۷      | ند رایفل                                                 | Fortissimo Films                                                                                    | هال هارتلی (کارگردان/فیلم‌نامه‌نویس)؛ لیام ایکن، آبری پلازا، پارکر پوزی، جیمز اوربانیاک، Thomas Jay Ryan | [ ۲۶۷ ] |
| S E P T E M B E R | ۷      | نظریه همه‌چیز                                             | فوکس فیچرز / ورکینگ تایتل فیلمز                                                                     | جیمز مارش (کارگردان)؛ آنتونی مک‌کارتن (فیلم‌نامه‌نویس)؛ ادی ردمین، فلیسیتی جونز | [ ۲۶۸ ] |
| S E P T E M B E R | ۱۰     | بانوی پیر من                                             | Cohen Media Group                                                                                   | Israel Horovitz (کارگردان)؛ کوین کلاین، کریستین اسکات توماس، مگی اسمیت، استفان فریس، دومینیک پینان، | [ ۲۶۹ ] |
| S E P T E M B E R | ۱۲     | داستان دلفین ۲                                           | برادران وارنر / الکان انترتینمنت                                                                    | چارلز مارتین اسمیت (کارگردان/فیلم‌نامه‌نویس)؛ Winter، Hope، نیتن گمبل، هری کانیک جونیور، اشلی جاد، کریس کریستوفرسون، مورگان فریمن، آستین استول، بتانی همیلتون، جولیانا هارکیوی، کوزی زوئلسدورف، Lee Karlinsky                                                   | [ ۲۷۰ ] |
| S E P T E M B E R | ۱۲     | کندو                                                     | فاکس سرچلایت پیکچرز                                                                                 | Michaël R. Roskam (کارگردان)؛ دنیس لهان (فیلم‌نامه‌نویس)؛ تام هاردی، نومی راپاس، جیمز گاندولفینی، ماتیاس اسخونارتس، جان اورتیز، جیمز فرش‌ویل | [ ۲۷۱ ] |
| S E P T E M B E R | ۱۲     | پیداکردن فانی                                            | Maddock Films                                                                                       | Homi Adajania (کارگردان/فیلم‌نامه‌نویس)؛ Kersi Khambatta (فیلم‌نامه‌نویس)؛ نصیرالدین شاه، دیمپل کاپادیا، پانکاج کاپور، دیپیکا پادوکونه، آرجون کاپور | [ ۲۷۲ ] |
| S E P T E M B E R | ۱۲     | عمل بد                                                   | اسکرین جمز / Will Packer Productions                                                                | Sam Miller (کارگردان)؛ Aimee Lagos (فیلم‌نامه‌نویس)؛ ادریس البا، تراجی پی. هنسون، هاردینگ سیمونز | [ ۲۷۳ ] |
| S E P T E M B E R | ۱۹     | دونده مارپیچ                                             | فاکس قرن بیستم                                                                                      | وس بال (کارگردان)؛ James Dashner (فیلم‌نامه‌نویس)؛ دیلن اوبرایان، ویل پولتر، توماس سنگستر، امل امین، کایا اسکودلاریو | [ ۲۷۴ ] |
| S E P T E M B E R | ۱۹     | اینجا شما را ترک می‌کنم                                   | برادران وارنر                                                                                       | شاون لوی (کارگردان)؛ جاناتان تروپر (فیلم‌نامه‌نویس)؛ جیسون بیتمن، تینا فی، جین فوندا، تیموتی اولیفانت، کوری استول، رز بیرن، آری گرینر، کاترین هان، آدام درایور، کانی بریتون، ابیگیل اسپنسر، بن شوارتز                                                           | [ ۲۷۵ ] |
| S E P T E M B E R | ۱۹     | قدم زدن میان قبرها                                       | یونیورسال استودیوز / کراس کریک پیکچرز                                                               | اسکات فرانک (کارگردان/فیلم‌نامه‌نویس)؛ لیام نیسون، دن استیونز، روث ویلسون، بوید هالبروک | [ ۲۷۶ ] |
| S E P T E M B E R | ۲۶     | آنابل                                                    | برادران وارنر / نیو لاین سینما / رت‌پک انترتینمنت                                                    | جان آر. لئونتی (کارگردان)؛ Gary Dauberman (فیلم‌نامه‌نویس)؛ آنابل والیس، الفری وودارد، اریک لادین، برایان هاو | [ ۲۷۷ ] |
| S E P T E M B E R | ۲۶     | Believe Me                                               | Riot Studios                                                                                        | Will Bakke (کارگردان)؛ الکس راسل (بازیگر)، زکری نایتون، جوهانا بردی، مایلز فیشر، کریستوفر مک‌دونالد، Sinqua Walls، مکس ادلر (بازیگر)، نیک آفرمن | [ ۲۷۸ ] |
| S E P T E M B E R | ۲۶     | دختر گم‌شده                                               | فاکس قرن بیستم / ریجنسی انترتینمنت                                                                  | دیوید فینچر (کارگردان)؛ گیلین فلین (فیلم‌نامه‌نویس)؛ بن افلک، رزمند پایک، نیل پاتریک هریس، تایلر پری، کیم دیکنز، پاتریک فوگیت، امیلی راتایکوفسکی | [ ۲۷۹ ] |
| S E P T E M B E R | ۲۷     | پونی کوچولو: دختران اکواستریا - رنگین‌کمان راک            | السپارک                                                                                             | جیسون تیسن (کارگردان)؛ Meghan McCarthy (فیلم‌نامه‌نویس)؛ تارا استرانگ، اشلی بال، اندریا لیبمن، تبیثا سن‌ژرمان، کتی وسلاک، ربه‌کا شویکت، Kazumi Evans، Diana Kaarina، Maryke Hendrikse                                                                             | [ ۲۸۰ ] |

### اکتبر–دسامبر
| افتتاح          | افتتاح | عنوان                                           | استودیو                                                                          | عوامل تولید | منبع    |
| --------------- | ------ | ----------------------------------------------- | -------------------------------------------------------------------------------- | --- | ------- |
| O C T O B E R   | ۲      | بنگ بنگ!                                        | فاکس استار استودیوز                                                              | سیدهارت آناد (کارگردان)؛ سوجوی گوش، Suresh Nair (فیلم‌نامه‌نویس)؛ ریتیک روشن، کاترینا کایف، دنی دنزونگپا، بیپاشا باسو، جاوید جعفری، جیمی شرگیل | [ ۲۸۱ ] |
| O C T O B E R   | ۳      | جا مانده                                        | Stoney Lake Entertainment                                                        | ویک آرمسترانگ (کارگردان)؛ Paul LaLonde، John Patus (فیلم‌نامه‌نویس)؛ نیکلاس کیج، چاد مایکل موری، کسی تامسون، نیکی ولان، جردین اسپارکس، لنس ای.نیکولز | [ ۲۸۲ ] |
| O C T O B E R   | ۴      | خباثت ذاتی                                      | برادران وارنر                                                                    | پل توماس اندرسن (کارگردان/فیلم‌نامه‌نویس)؛ واکین فینیکس، جاش برولین، اوون ویلسون، کاترین واترستون، ریس ویترسپون، بنیسیو دل تورو | [ ۲۸۳ ] |
| O C T O B E R   | ۶      | الکساندر و روز وحشتناک، افتضاح، ناگوار، خیلی بد | والت دیزنی پیکچرز                                                                | Miguel Arteta (کارگردان)؛ Rob Lieber (فیلم‌نامه‌نویس)؛ استیو کارل، جنیفر گارنر، اد اوکسنبولد، دیلان مینت، کریس دورسی، بلا تورن | [ ۲۸۴ ] |
| O C T O B E R   | ۶      | Na Maloom Afraad                                | Hum Films / Eveready Pictures                                                    | Nabeel Qureshi (کارگردان)؛ جاوید شیخ، Fahad Mustafa، Mohsin Abbas Haider، Urwa Hocane، Kubra Khan، Salman Shahid | [ ۲۸۵ ] |
| O C T O B E R   | ۶      | ۰۲۱                                             | Distribution Club                                                                | Jami (کارگردان/فیلم‌نامه‌نویس)؛ شان شاهید، ایوب کهوسو، Shamoon Abbasi، آمینا شیخ، Ayaz Samoo، Mustafa Changazi | [ ۲۸۶ ] |
| O C T O B E R   | ۱۰     | معتاد                                           | لاینزگیت فیلمز                                                                   | بیله وودراف (کارگردان)؛ Christina Welsh (فیلم‌نامه‌نویس)؛ شارون لیل، بوریس کوجو، تایسن بکفورد | [ ۲۸۷ ] |
| O C T O B E R   | ۱۰     | ناگفته‌های دراکولا                               | یونیورسال استودیوز / لجندری پیکچرز                                               | Gary Shore (کارگردان)؛ Matt Sazama، Burk Sharpless (فیلم‌نامه‌نویس)؛ لوک ایوانز (بازیگر)، سارا گدون، William Houston، دومینیک کوپر، سمنتا بارکس، Ferdinand Kingsley، چارلی کاکس، Thor Kristjansson، Laura McKeating                                                                                           | [ ۲۸۸ ] |
| O C T O B E R   | ۱۰     | Kill the Messenger                              | فوکس فیچرز                                                                       | مایکل ونتسا (کارگردان)؛ Peter Landsman (فیلم‌نامه‌نویس)؛ جرمی رنر، بری پپر، مری الیزابت وینستد، رزمری دویت، ری لیوتا، اولیور پلات | [ ۲۸۹ ] |
| O C T O B E R   | ۱۲     | کتاب زندگی                                      | فاکس قرن بیستم / استودیوهای ریل اف‌ایکس کریتیو                                    | Jorge R. Gutierrez (کارگردان/فیلم‌نامه‌نویس)؛ Doug Langdale (فیلم‌نامه‌نویس)؛ دیه‌گو لونا، زویی سالدانا، چنینگ تیتوم، کریستینا اپل‌گیت | [ ۲۹۰ ] |
| O C T O B E R   | ۱۳     | جان ویک                                         | سامیت انترتینمنت                                                                 | چاد استاهلسکی، دیوید لیچ (director، screenplay)؛ کیانو ریوز، بریجیت مویناهان، ویلم دفو | [ ۲۹۱ ] |
| O C T O B E R   | ۱۳     | Northmen: A Viking Saga                         | Ascot Elite Entertainment Group                                                  | |         |
| O C T O B E R   | ۱۴     | Candlestick                                     | Indie Rights                                                                     | Christopher Presswell (کارگردان)؛ András Forgács، Christopher Presswell (فیلم‌نامه‌نویس)؛ Andrew Fitch، Isla Ure، Nigel Thomas، فهرست بازیگران مجموعه هری پاتر | [ ۲۹۲ ] |
| O C T O B E R   | ۱۵     | خشم                                             | کلمبیا پیکچرز                                                                    | دیوید آیر (کارگردان/فیلم‌نامه‌نویس)؛ برد پیت، شایا لباف، لوگان لرمن، مایکل پنیا، جان برنثال، اسکات ایستوود، جیسون آیزکس، خاویر ساموئل، آناماریا مارینکا، آلیسیا فون ریتبرگ | [ ۲۹۳ ] |
| O C T O B E R   | ۱۷     | بهترین من                                       | Relativity Media                                                                 | مایکل هافمن (کارگردان) (کارگردان/فیلم‌نامه‌نویس)؛ Will Fetters، J. Mills Goodloe (فیلم‌نامه‌نویس)؛ جیمز مارسدن، میشل موناهن | [ ۲۹۴ ] |
| O C T O B E R   | ۲۲     | سرقت آمریکایی                                   | Saban Films                                                                      | |         |
| O C T O B E R   | ۲۳     | ۶ ابرقهرمان                                     | والت دیزنی پیکچرز / استودیو انیمیشن والت دیزنی                                   | Don Hall (کارگردان/فیلم‌نامه‌نویس)، کریس ویلیامز (کارگردان) (کارگردان)؛ Jordan Roberts (فیلم‌نامه‌نویس)؛ اسکات ادسیت، رایان پاتر، تی جی میلر، جمی چانگ، دیمون وینس جونیور، جنسیس رودریگز، مایا رودولف، جیمز کرامول، آلن تودیک، دنیل هنی، استن لی                                                                | [ ۲۹۵ ] |
| O C T O B E R   | ۲۴     | سال نو مبارک                                    | Red Chillies Entertainment                                                       | فرح خان (کارگردان/فیلم‌نامه‌نویس)؛ مهur Puri (فیلم‌نامه‌نویس)؛ شاهرخ خان، دیپیکا پادوکونه، آبیشک باچان، سنو سود، بومان ایرانی، ویوان شاه | [ ۲۹۶ ] |
| O C T O B E R   | ۲۴     | ویجا                                            | یونیورسال استودیوز                                                               | Stiles White (کارگردان/فیلم‌نامه‌نویس)؛ Juliet Snowden (فیلم‌نامه‌نویس)؛ داگلاس اسمیت (هنرپیشه)، اولیویا کوک، Vivis Colombetti، Ana Coto، ارین موریارتی، بیانکا سانتوس | [ ۲۹۷ ] |
| O C T O B E R   | ۲۶     | میان‌ستاره‌ای                                     | پارامونت پیکچرز / برادران وارنر / لجندری پیکچرز / سینکاپی فیلمز                  | کریستوفر نولان (کارگردان/فیلم‌نامه‌نویس)؛ جاناتان نولان (فیلم‌نامه‌نویس)؛ متیو مک‌کانهی، ان هتوی، مایکل کین، جسیکا چستین، مت دیمون، جان لیسگو، الن برستین، وس بنتلی، توفر گریس، بیل اروین (هنرپیشه زاده ۱۹۵۰)، کیسی افلک، مک‌کنزی فوی، دیوید اویلوو، الیس گابل، دیوید گیسی، تیموتی شالامی، ویلیام دیون            | [ ۲۹۸ ] |
| N O V E M B E R | ۶      | یک سال بسیار خشن                                | ای ۲۴                                                                            | جی. سی. چاندور (کارگردان/فیلم‌نامه‌نویس)؛ اسکار آیزاک، جسیکا چستین، آلساندرو نیوولا، دیوید اویلوو، آلبرت بروکس، کاتالینا ساندینو مورنو | [ ۲۹۹ ] |
| N O V E M B E R | ۷      | Jessabelle                                      | لاینزگیت / بلوم هاوس پروداکشنز                                                   | کوین گرویترت (کارگردان)؛ رابرت بن گارانت (فیلم‌نامه‌نویس)؛ سارا اسنوک، مارک وبر، جوئل کارتر، دیوید اندروز (هنرپیشه)، آمبر استیونز، آنا د لا رگه‌را | [ ۳۰۰ ] |
| N O V E M B E R | ۱۰     | قمارباز                                         | پارامونت پیکچرز                                                                  | روپرت وایت (کارگردان)؛ ویلیام موناهان (فیلم‌نامه‌نویس)؛ مارک والبرگ، بری لارسون، جسیکا لنگ، مایکل کی ویلیامز، جان گودمن | [ ۳۰۱ ] |
| N O V E M B E R | ۱۰     | بازی‌های گرسنگی: زاغ مقلد - بخش ۱                | لاینزگیت فیلمز                                                                   | فرانسیس لارنس (کارگردان)؛ دنی استرانگ (فیلم‌نامه‌نویس)؛ جنیفر لارنس، جاش هاچرسون، وودی هارلسون، جولیان مور، دونالد ساترلند، فیلیپ سیمور هافمن، ناتالی دورمر، لیام همسورث، الیزابت بنکس، استنلی توچی، جفری رایت (هنرپیشه)، لی‌لی ریب، استیف داوسون، رابرت نپر                                                   | [ ۳۰۲ ] |
| N O V E M B E R | ۱۱     | تک‌تیرانداز آمریکایی                             | برادران وارنر / ویلیج رودشو پیکچرز / رت‌پک انترتینمنت                             | کلینت ایستوود (کارگردان)؛ Jason Dean Hall (فیلم‌نامه‌نویس)؛ بردلی کوپر، سیه‌نا میلر، ماکس چارلز، لوک گریمز | [ ۳۰۳ ] |
| N O V E M B E R | ۱۴     | احمق و احمق‌تر ۲                                 | یونیورسال استودیوز / Red Granite Pictures / نیو لاین سینما                       | پیتر فارلی، بابی فارلی (directors/screenplay)؛ شان آندرس، John Morris، Bennett Yellin، Mike Cerrone (فیلم‌نامه‌نویس)؛ جیم کری، جف دانیلز، کاتلین ترنر، لوری هولدن | [ ۳۰۴ ] |
| N O V E M B E R | ۱۴     | Nativity 3: Dude، Where's My Donkey?            | Mirrorball Films                                                                 | Debbie Isitt (کارگردان)، مارتین کلونز، Marc Wootton، کاترین تیت، سلیا ایمری، Jason Watkins | [ ۳۰۵ ] |
| N O V E M B E R | ۱۴     | پنگوئن‌های ماداگاسکار                            | فاکس قرن بیستم / دریم‌ورکس انیمیشن                                                | سایمون جی. اسمیت (کارگردان)؛ Michael Colton، John Aboud (فیلم‌نامه‌نویس)؛ تام مک‌گراث (پویانما)، کریس میلر (پویانما)، کنراد ورنن، Private، بندیکت کامبربچ، جان مالکوویچ، آنت ماهندرو، پیتر استورماره، کن جیونگ                                                                                                 | [ ۳۰۶ ] |
| N O V E M B E R | ۱۴     | Saving Christmas                                | Provident Films / ساموئل گلدوین فیلمز                                            | Darren Doane (کارگردان)؛ کرک کامرون، Darren Doane، Bridgette Ridenour، David Shannon، Raphi Henley، Ben Kientz | [ ۳۰۷ ] |
| N O V E M B E R | ۱۷     | شکست‌ناپذیر                                      | یونیورسال استودیوز / لجندری پیکچرز                                               | آنجلینا جولی (کارگردان)؛ برادران کوئن، برادران کوئن، ریچارد لاگراونیس، ویلیام نیکلسون (فیلم‌نامه‌نویس)؛ جک اوکانل (بازیگر)، میاوی، دامنل گلیسون، گرت هدلند، جای کورتنی | [ ۳۰۸ ] |
| N O V E M B E R | ۲۶     | رئیس‌های وحشتناک ۲                               | برادران وارنر / نیو لاین سینما / رت‌پک انترتینمنت                                 | شان آندرس (کارگردان/فیلم‌نامه‌نویس)؛ John Morris (فیلم‌نامه‌نویس)؛ جیسون بیتمن، چارلی دی، جیسون سودیکیس، کوین اسپیسی، جنیفر آنیستون، کریستف والتس، جیمی فاکس، کریس پاین | [ ۳۰۹ ] |
| N O V E M B E R | ۲۸     | پدینگتون                                        | واینستین کمپانی / هی‌دی فیلمز                                                     | پل کینگ (کارگردان/فیلم‌نامه‌نویس)؛ بن ویشاو، نیکول کیدمن، هیو بونه‌ویل، سالی هاوکینز، جیم برودبنت، جولی والترز، پیتر کاپالدی | [ ۳۱۰ ] |
| D E C E M B E R | ۱      | هابیت: نبرد پنج سپاه                            | برادران وارنر / نیو لاین سینما / مترو گلدوین مایر                                | پیتر جکسون (کارگردان/فیلم‌نامه‌نویس)؛ فرن والش، فیلیپا بوینس، گی‌یرمو دل تورو (فیلم‌نامه‌نویس)؛ ایان مک‌کلن، مارتین فریمن، ریچارد آرمیتاژ (بازیگر)، اوانجلین لیلی، لوک ایوانز (بازیگر)، لی پیس، بندیکت کامبربچ، کن استات، جیمز نسبیت، کیت بلانشت، ایان هولم، کریستوفر لی، هوگو ویوینگ، اورلاندو بلوم، استیون فرای | [ ۳۱۱ ] |
| D E C E M B E R | ۵      | هرم                                             | فاکس قرن بیستم                                                                   | Grégory Levasseur (کارگردان)؛ Daniel Meersand، Nick Simon (فیلم‌نامه‌نویس)؛ اشلی هینشاو، دنی اوهر، James Buckley | [ ۳۱۲ ] |
| D E C E M B E R | ۶      | The Last: Naruto the Movie                      | انیپلکس / دنتسو                                                                  | Tsuneo Kobayashi (کارگردان)؛ ماساشی کیشیموتو (فیلم‌نامه‌نویس)؛ Junko Tekeuchi | [ ۳۱۳ ] |
| D E C E M B E R | ۷      | آنی                                             | کلمبیا پیکچرز / ویلیج رودشو پیکچرز / Overbrook Entertainment                     | ویل گلوک (کارگردان/فیلم‌نامه‌نویس)؛ اما تامپسون، Aline Brosh McKenna (فیلم‌نامه‌نویس)؛ کونزنی والیس، جیمی فاکس، کامرون دیاز، رز بیرن، بابی کاناوله، آدواله آکینویه آگباجه | [ ۳۱۴ ] |
| D E C E M B E R | ۸      | به‌سوی جنگل                                      | والت دیزنی پیکچرز                                                                | راب مارشال (کارگردان)؛ James Lapine (فیلم‌نامه‌نویس)؛ مریل استریپ، امیلی بلانت، جیمز کوردن، آنا کندریک، کریس پاین، Lilla Crawford، دنیل هاتلستون، تریسی آلمن، کریستین برنسکی، مکنزی موزی، بیلی مگنوسن، جانی دپ                                                                                                | [ ۳۱۵ ] |
| D E C E M B E R | ۸      | Mythica: A Quest for Heroes                     | Arrowstorm Entertainment                                                         | |         |
| D E C E M B E R | ۱۱     | مصاحبه                                          | کلمبیا پیکچرز / Point Grey Pictures                                              | ست روگن، اوان گلدبرگ (directors/screenplay)؛ Dan Sterling (فیلم‌نامه‌نویس)؛ Seth Rogen، جیمز فرانکو، لیزی کاپلان | [ ۳۱۶ ] |
| D E C E M B E R | ۱۱     | شب در موزه: راز مقبره                           | فاکس قرن بیستم / ۱۴۹۲ پیکچرز / 21 Laps Entertainment                             | شاون لوی (کارگردان)؛ رابرت بن گارانت، توماس لنون (هنرپیشه) (فیلم‌نامه‌نویس)؛ بن استیلر، رابین ویلیامز، دن استیونز، اوون ویلسون، ریکی جرویز، اسکایلر گیزوندو، ربل ویلسون، بن کینگزلی | [ ۳۱۷ ] |
| D E C E M B E R | ۱۲     | خروج: خدایان و پادشاهان                         | فاکس قرن بیستم / تی‌اس‌جی اینترتینمنت / Scott Free Productions / چرنین اینترتینمنت | ریدلی اسکات (کارگردان)؛ استیون زایلیان، Adam Cooper، Bill Collage (فیلم‌نامه‌نویس)؛ کریستین بیل، ماریا والورده، سیگورنی ویور، بن کینگزلی، جان تورتورو، جوئل اجرتون، آرون پال | [ ۳۱۸ ] |
| D E C E M B E R | ۱۳     | کینگزمن: سرویس مخفی                             | فاکس قرن بیستم                                                                   | متیو وان (کارگردان/فیلم‌نامه‌نویس)؛ جین گولدمن (فیلم‌نامه‌نویس)؛ کالین فرث، تارون اگرتون، ساموئل ال. جکسون، مارک استرانگ، مایکل کین، سوفی کوکسون، سوفیا بوتلا، مارک همیل | [ ۳۱۹ ] |
| D E C E M B E R | ۱۶     | ربوده‌شده ۳                                      | فاکس قرن بیستم / اروپاکورپ                                                       | الیویر مگاتن (کارگردان)؛ رابرت مارک کامن، لوک بسون (فیلم‌نامه‌نویس)؛ لیام نیسون، فامکه یانسن، مگی گریس، فارست ویتاکر | [ ۳۲۰ ] |
| D E C E M B E R | ۱۷     | هفتمین پسر                                      | یونیورسال استودیوز / لجندری پیکچرز                                               | سرگئی بودروف (کارگردان) بن بارنز (بازیگر)، جف بریجز، جولیان مور، آلیسیا ویکاندر، کیت هرینگتون، جایمن هانسو، آنتیه تراوه، اولیویا ویلیامز | [ ۳۲۱ ] |
| D E C E M B E R | ۱۹     | آقای ترنر                                       | سونی پیکچرز کلاسیکس                                                              | مایک لی (کارگردان)؛ تیموتی اسپال، دوروسی اتکینسون، Marion Bailey، Paul Jesson، لسلی منویل، Martin Savage | [ ۳۲۲ ] |
| D E C E M B E R | ۱۹     | پی‌کی                                            | ویدهو وینود چوپرا                                                                | راجکومار هیرانی (کارگردان/فیلم‌نامه‌نویس)؛ Abhijat Joshi (فیلم‌نامه‌نویس)؛ عامر خان، انوشکا شارما، سوشانت سینگ راجپوت، بومان ایرانی، سانجی دات | [ ۳۲۳ ] |
| D E C E M B E R | ۲۳     | چشمان بزرگ                                      | واینستین کمپانی                                                                  | تیم برتون (کارگردان)؛ Scott Alexander and Larry Karaszewski (فیلم‌نامه‌نویس)؛ ایمی آدامز، کریستف والتس، کریستن ریتر، دنی هوستون، ترنس استامپ، جیسون شوارتزمن | [ ۳۲۴ ] |
| D E C E M B E R | ۲۵     | بیا همسر وارد را بکشیم                          | Lost Rhino Films                                                                 | اسکات فولی (کارگردان/فیلم‌نامه‌نویس))؛ ایمی اکر، Ava Carpinello، جیمز کارپینلو، دونالد فایسون | [ ۳۲۵ ] |
| D E C E M B E R | ۲۵     | سلما                                            | پارامونت پیکچرز / پلن بی انترتینمنت                                              | ایوا دوورنی (کارگردان/فیلم‌نامه‌نویس)؛ Paul Webb (فیلم‌نامه‌نویس)؛ دیوید اویلوو، تام ویلکینسون، کامن (رپر)، کارمن اجوگو | [ ۳۰۳ ] |
| D E C E M B E R | ۲۶     | آب‌شناس                                          | یونیورسال استودیوز                                                               | راسل کرو (کارگردان)؛ Andrew Knight (فیلم‌نامه‌نویس)؛ جم ییلماز، یلماز اردوغان | [ ۳۲۶ ] |

## مرگ‌های مطرح
| ماه                     | روز | نام                             | سن  | ملیت                     | شغل                                       | فیلم‌های مطرح |
| ----------------------- | --- | ------------------------------- | --- | ------------------------ | ----------------------------------------- | --- |
| ژانویه                  | ۱   | Billy McColl                    | ۶۲  | اسکاتلندی-انگلیسی        | بازیگر                                    | به مبارزه طلبیدن مرگ Soft Top Hard Shoulder |
| ژانویه                  | ۱   | جوانیتا مور                     | ۹۹  | آمریکایی                 | بازیگر                                    | تقلید زندگی (فیلم ۱۹۵۹) The Singing Nun |
| ژانویه                  | ۲   | Bernard Glasser                 | ۸۹  | آمریکایی                 | کارگردان، تهیه‌کننده                       | Return of the Fly The Day of the Triffids |
| ژانویه                  | ۳   | آلیشیا رت                       | ۹۸  | آمریکایی                 | بازیگر                                    | بربادرفته (فیلم ۱۹۳۹) |
| ژانویه                  | ۳   | سائول زانتز                     | ۹۲  | آمریکایی                 | تهیه‌کننده                                 | دیوانه از قفس پرید آمادئوس (فیلم) بیمار انگلیسی (فیلم) ارباب حلقه‌ها (فیلم ۱۹۷۸)                                                                       |
| ژانویه                  | ۵   | Tom Quinn                       | ۷۹  | آمریکایی                 | بازیگر                                    | سوپر هشت Major League II |
| ژانویه                  | ۵   | کارمن زاپاتا                    | ۸۶  | آمریکایی                 | بازیگر                                    | راهبه بدلی نقطه بی‌بازگشت (فیلم) |
| ژانویه                  | ۶   | لری دی. مان                     | ۹۱  | کانادایی-آمریکایی        | بازیگر                                    | The Singing Nun نیش (فیلم ۱۹۷۳) |
| ژانویه                  | ۱۱  | Jophery Brown                   | ۶۸  | آمریکایی                 | بازیگر، بدل‌کار                            | مرد عنکبوتی (فیلم) پارک ژوراسیک (فیلم) |
| ژانویه                  | ۱۱  | آرنولدو فوآ                     | ۹۷  | ایتالیایی                | بازیگر                                    | کفش‌های ماهیگیر محاکمه (فیلم ۱۹۶۲) |
| ژانویه                  | ۱۱  | جروم ویلیس                      | ۸۵  | انگلیسی                  | بازیگر                                    | عطر: قصه یک آدمکش (فیلم) خارطوم (فیلم) |
| ژانویه                  | ۱۲  | الکساندرا باستدو                | ۶۷  | انگلیسی                  | بازیگر                                    | بتمن آغاز می‌کند کازینو رویال (فیلم ۱۹۶۷) |
| ژانویه                  | ۱۲  | جان هورسلی                      | ۹۳  | انگلیسی                  | بازیگر                                    | بن هور (فیلم ۱۹۵۹) Where the Bullets Fly |
| ژانویه                  | ۱۲  | فرانک مارت                      | ۹۱  | آمریکایی                 | بازیگر                                    | صبحانه در تیفانی تلفن (فیلم ۱۹۷۷) |
| ژانویه                  | ۱۴  | Dick Shepherd                   | ۸۶  | آمریکایی                 | تهیه‌کننده                                 | صبحانه در تیفانی آسمانخراش جهنمی |
| ژانویه                  | ۱۵  | راجر لوید-پک                    | ۶۹  | انگلیسی                  | بازیگر                                    | هری پاتر و جام آتش (فیلم) بندزن خیاط سرباز جاسوس |
| ژانویه                  | ۱۵  | Stanford Tischler               | ۹۲  | آمریکایی                 | ویرایشگر، تهیه‌کننده                       | دوهمسری (فیلم ۱۹۵۳) The Proud and the Damned |
| ژانویه                  | ۱۶  | هاروی برنهارد                   | ۸۹  | آمریکایی                 | فیلمنامه‌نویس، تهیه‌کننده                   | The Omen گونیز |
| ژانویه                  | ۱۶  | روت دوچینی                      | ۹۵  | آمریکایی                 | بازیگر                                    | جادوگر شهر از (فیلم ۱۹۳۹) Under the Rainbow |
| ژانویه                  | ۱۶  | راسل جانسون                     | ۸۹  | آمریکایی                 | بازیگر                                    | مک‌آرتور (فیلم) This Island Earth |
| ژانویه                  | ۱۶  | دیو مدن                         | ۸۲  | کانادایی-آمریکایی        | بازیگر                                    | تار شارلوت (فیلم ۱۹۷۳) Eat My Dust! |
| ژانویه                  | ۱۶  | Hal Sutherland                  | ۸۴  | آمریکایی                 | انیمیشن‌ساز، کارگردان                      | زیبای خفته (فیلم ۱۹۵۹) Journey Back to Oz |
| ژانویه                  | ۱۸  | سارا مارشال                     | ۸۰  | انگلیسی-آمریکایی         | بازیگر                                    | ذهن‌های خطرناک دیو (فیلم ۱۹۹۳) |
| ژانویه                  | ۱۹  | گوردون هسلر                     | ۸۸  | آلمانی-انگلیسی           | کارگردان، تهیه‌کننده                       | The Oblong Box The Girl in a Swing |
| ژانویه                  | ۱۹  | Michael Sporn                   | ۶۷  | آمریکایی                 | انیمیشن‌ساز                                | Raggedy Ann & Andy: A Musical Adventure Everybody Rides the Carousel                                                                                  |
| ژانویه                  | ۱۹  | Ben Starr                       | ۹۲  | آمریکایی                 | فیلمنامه‌نویس                              | Our Man Flint Texas Across the River |
| ژانویه                  | ۲۰  | James Jacks                     | ۶۶  | آمریکایی                 | تهیه‌کننده                                 | The Mummy مات و مبهوت سنگ گور (فیلم) پاساژگردها مایکل (فیلم ۱۹۹۶)                                                                                     |
| ژانویه                  | ۲۲  | لوئیس آوالوس                    | ۶۷  | Cuban-آمریکایی           | بازیگر                                    | جنگل ۲ جنگل رینگر (فیلم ۲۰۰۵) جنایت در هالیوود |
| ژانویه                  | ۲۲  | Martin S. Bergmann              | ۱۰۰ | آمریکایی                 | بازیگر                                    | جنایت و جنحه فهرست شیندلر |
| ژانویه                  | ۲۲  | Pierre Jalbert                  | ۸۹  | کانادایی-آمریکایی        | بازیگر، ویرایشگر                          | کنکورد … فرودگاه ۷۹ Good-bye, Cruel World |
| ژانویه                  | ۲۲  | کارلو ماتساکوراتی               | ۵۷  | ایتالیایی                | کارگردان، فیلمنامه‌نویس                    | Italian Night The Right Distance |
| ژانویه                  | ۲۳  | ریتز اورتولانی                  | ۸۷  | ایتالیایی                | آهنگ‌ساز، رهبر ارکسترا                     | رولز-رویس زرد Day of Anger |
| ژانویه                  | ۲۴  | Lisa Daniely                    | ۸۴  | انگلیسی                  | بازیگر                                    | Lilli Marlene The Man in the Road |
| ژانویه                  | ۲۶  | مارجری میسن                     | ۱۰۰ | انگلیسی                  | بازیگر                                    | عروس شاهزاده (فیلم) هری پاتر و جام آتش (فیلم) دیوار پینک فلوید (فیلم) در واقع عشق ۱۰۱ سگ خالدار (فیلم ۱۹۹۶)                                           |
| ژانویه                  | ۲۷  | ان کارتر                        | ۷۷  | آمریکایی                 | بازیگر                                    | The Two Mrs. Carrolls نفرین مردمان گربه‌ای |
| ژانویه                  | ۲۸  | جان کاکاواس                     | ۸۳  | آمریکایی                 | آهنگ‌ساز                                   | فرودگاه ۱۹۷۵ The Satanic Rites of Dracula |
| ژانویه                  | ۲۹  | Aïché Nana                      | ۷۷  | Lebanese-ایتالیایی       | بازیگر                                    | A Touch of the Sun پادشاه داوود (فیلم) |
| ژانویه                  | ۳۰  | کمپبل لین                       | ۷۸  | کانادایی                 | بازیگر                                    | فیلم ترسناک ۴ ببین حالا کی حرف می‌زنه |
| ژانویه                  | ۳۰  | William Motzing                 | ۷۶  | آمریکایی                 | آهنگ‌ساز، رهبر ارکسترا                     | Cappuccino A Case of Honor |
| ژانویه                  | ۳۰  | Arthur رتبهin Jr.               | ۸۹  | آمریکایی                 | کارگردان، تهیه‌کننده                       | King Kong Escapes The King and I |
| ژانویه                  | ۳۱  | میکلوش یانچو                    | ۹۲  | مجارستانی                | کارگردان، فیلمنامه‌نویس                    | Hungarian Rhapsody Private Vices, Public Pleasures |
| ژانویه                  | ۳۱  | کریستوفر جونز                   | ۷۲  | آمریکایی                 | بازیگر                                    | دختر رایان Wild in the Streets |
| فوریه                   | ۱   | ماکسیمیلیان شل                  | ۸۳  | اتریشی-سوئیسی            | بازیگر                                    | محاکمه در نورنبرگ تأثیر عمیق (فیلم) |
| فوریه                   | ۲   | فیلیپ سیمور هافمن               | ۴۶  | آمریکایی                 | بازیگر، کارگردان                          | کاپوتی (فیلم) تردید (فیلم ۲۰۰۸) مگنولیا (فیلم) بخش‌گویی، نیویورک گردباد (فیلم ۱۹۹۶)                                                                    |
| فوریه                   | ۲   | Craig Lahiff                    | ۶۶  | استرالیایی               | کارگردان، تهیه‌کننده                       | سیاه و سفید (فیلم ۲۰۰۲) بهشت سوزان (فیلم ۱۹۹۷) |
| فوریه                   | ۳   | ریچارد بول                      | ۸۹  | آمریکایی                 | بازیگر                                    | Executive Action Sugar |
| فوریه                   | ۳   | Louan Gideon                    | ۵۸  | آمریکایی                 | بازیگر                                    | کماندوی فضایی هوابرد (فیلم ۱۹۹۳) |
| فوریه                   | ۹   | گابریل آکسل                     | ۹۵  | دانمارکی                 | کارگردان، فیلمنامه‌نویس                    | ضیافت بابت Crazy Paradise |
| فوریه                   | ۹   | Eric Bercovici                  | ۸۰  | آمریکایی                 | فیلمنامه‌نویس، تهیه‌کننده                   | Take a Hard Ride جهنم در اقیانوس آرام |
| فوریه                   | ۱۰  | رونی مسترسون                    | ۸۷  | ایرلندی                  | بازیگر                                    | خاکسترهای آنجلا (فیلم) بیزانتیوم (فیلم) |
| فوریه                   | ۱۰  | شرلی تمپل                       | ۸۵  | آمریکایی                 | بازیگر، خواننده                           | هایدی (فیلم ۱۹۳۷) The Little Princess |
| فوریه                   | ۱۲  | سید سیزر                        | ۹۱  | آمریکایی                 | بازیگر                                    | گریس (فیلم) دنیای دیوانه، دیوانه، دیوانه، دیوانه |
| فوریه                   | ۱۳  | Ken Jones                       | ۸۳  | انگلیسی                  | بازیگر                                    | هلیم (فیلم ۱۹۷۹) جود (فیلم) |
| فوریه                   | ۱۳  | رالف ویت                        | ۸۵  | آمریکایی                 | بازیگر                                    | بادیگارد (فیلم ۱۹۹۲) به سوی خانه ۲: گمشده در سان فرانسیسکو                                                                                            |
| فوریه                   | ۱۴  | رمو کاپیتانی                    | ۸۶  | ایتالیایی                | بازیگر                                    | The Grand Duel برگ برنده (فیلم) |
| فوریه                   | ۱۴  | James Condon                    | ۹۰  | استرالیایی               | بازیگر                                    | The Stowaway Backstage |
| فوریه                   | ۱۴  | Robert M. Fresco                | ۸۳  | آمریکایی                 | فیلمنامه‌نویس                              | The Monolith Monsters The Alligator People |
| فوریه                   | ۱۴  | Bob L. Harris                   | ۹۱  | آمریکایی                 | بازیگر                                    | آپالوسا (فیلم) پولاک (فیلم) |
| فوریه                   | ۱۴  | John Henson                     | ۴۸  | آمریکایی                 | بازیگر، Puppeteer                         | Muppet Treasure Island ماپت‌های فضایی |
| فوریه                   | ۱۵  | ماری گریس کنفیلد                | ۸۹  | آمریکایی                 | بازیگر                                    | پولیانا (فیلم ۱۹۶۰) Come Blow Your Horn |
| فوریه                   | ۱۵  | کریستوفر مالکوم                 | ۶۷  | اسکاتلندی                | بازیگر                                    | امپراتوری ضربه می‌زند سوپرمن ۳ |
| فوریه                   | ۱۶  | جیمی موراکامی                   | ۸۰  | آمریکایی                 | انیمیشن‌ساز، کارگردان                      | When the Wind Blows Battle Beyond the Stars |
| فوریه                   | ۱۸  | Malcolm Tierney                 | ۷۵  | انگلیسی                  | بازیگر                                    | جنگ ستارگان (فیلم) شجاع‌دل |
| فوریه                   | ۲۰  | Roger Hill                      | ۶۵  | آمریکایی                 | بازیگر                                    | سلحشوران (فیلم) The Education of Sonny Carson |
| فوریه                   | ۲۴  | هارولد رامیس                    | ۶۹  | آمریکایی                 | بازیگر، کارگردان، تهیه‌کننده، فیلمنامه‌نویس | Ghostbusters تعطیلات نشنال لمپون روز گراندهاگ (فیلم) تحلیلش کنید پادوی گلف                                                                            |
| فوریه                   | ۲۵  | Jim Lange                       | ۸۱  | آمریکایی                 | بازیگر                                    | Hustle Shoot the Moon |
| فوریه                   | ۲۸  | Tex Hill                        | ۷۰  | آمریکایی                 | بازیگر، بدل‌کار                            | باندولرو! آلامو |
| مارس                    | ۱   | آلن رنه                         | ۹۱  | فرانسوی                  | کارگردان، فیلمنامه‌نویس                    | پراویدنس (فیلم) Pictura: An Adventure in Art |
| مارس                    | ۲   | Gail Gilmore                    | ۷۶  | کانادایی-آمریکایی        | بازیگر، رقاص                              | شیفته دخترها Harum Scarum |
| مارس                    | ۲   | استنلی روبین                    | ۹۶  | آمریکایی                 | تهیه‌کننده، فیلمنامه‌نویس                   | انتقام (فیلم ۱۹۹۰) دستری (فیلم) |
| مارس                    | ۳   | کورتیس مک‌کلارین                 | ۴۴  | آمریکایی                 | بازیگر                                    | اتفاق (فیلم ۲۰۰۸) Private Parts |
| مارس                    | ۵   | Geoff Edwards                   | ۸۳  | آمریکایی                 | بازیگر                                    | کمدین (فیلم ۱۹۶۹) دابلیویواس‌ای (فیلم) |
| مارس                    | ۵   | اسکات کالورت                    | ۴۹  | آمریکایی                 | کارگردان                                  | خاطرات بسکتبال شیطان وحشی |
| مارس                    | ۶   | شیلا مک‌ری                       | ۹۳  | انگلیسی-آمریکایی         | بازیگر                                    | در زنجیر Backfire |
| مارس                    | ۷   | Hal Douglas                     | ۸۹  | آمریکایی                 | بازیگر                                    | تعطیلات (فیلم ۲۰۰۶) دنیای آب |
| مارس                    | ۸   | James Ellis                     | ۸۲  | ایرلندی-انگلیسی          | بازیگر                                    | Where the Bullets Fly Conspiracy of Silence |
| مارس                    | ۸   | وندی هیوز                       | ۶۱  | استرالیایی               | بازیگر، تهیه‌کننده                         | Paradise Road حرفه درخشان من (فیلم) |
| مارس                    | ۱۰  | پاتریشیا لافان                  | ۹۴  | انگلیسی                  | بازیگر                                    | کجا می‌روی (فیلم ۱۹۵۱) Devil Girl from Mars |
| مارس                    | ۱۲  | ریچارد کوگان                    | ۹۹  | آمریکایی                 | بازیگر                                    | شورش میمی استور Vice Raid |
| مارس                    | ۱۲  | Med Flory                       | ۸۷  | آمریکایی                 | بازیگر                                    | پروفسور دیوانه The Trouble with Girls |
| مارس                    | ۱۳  | Abby خواننده                    | ۹۶  | آمریکایی                 | مدیر تولید                                | خارج از دید (فیلم ۱۹۶۶) رعدوبرق (فیلم ۱۹۷۴) |
| مارس                    | ۱۷  | اوسوالد موریس                   | ۹۸  | انگلیسی                  | سینماگر                                   | ویولن‌زن روی بام (فیلم) جادوگر (فیلم ۱۹۷۸) |
| مارس                    | ۱۸  | Joe Lala                        | ۶۶  | آمریکایی                 | بازیگر                                    | شرکت هیولاها گروه کلوپ بی‌کسان گروهبان فلفل (فیلم) |
| مارس                    | ۲۱  | جیمز ربهورن                     | ۶۵  | آمریکایی                 | بازیگر                                    | بوی خوش زن (فیلم ۱۹۹۲) روز استقلال (فیلم ۱۹۹۶) |
| مارس                    | ۲۲  | پاتریس ویمور                    | ۸۷  | آمریکایی                 | بازیگر، خواننده                           | ۱۱ یار اوشن (فیلم ۱۹۶۰) Tea for Two |
| مارس                    | ۲۵  | Eddie Lawrence                  | ۹۵  | آمریکایی                 | بازیگر                                    | شبی که به مینسکی حمله کردند The Wild Party |
| مارس                    | ۲۶  | George Bookasta                 | ۹۶  | آمریکایی                 | بازیگر                                    | رزیتا (فیلم) That Night in Rio |
| مارس                    | ۲۷  | Derek Martinus                  | ۸۲  | انگلیسی                  | بازیگر، کارگردان                          | Carry On Sergeant |
| مارس                    | ۲۸  | Lorenzo Semple Jr.              | ۹۱  | آمریکایی                 | فیلمنامه‌نویس                              | بتمن (فیلم ۱۹۶۶) کینگ کونگ (فیلم ۱۹۷۶) |
| مارس                    | ۲۹  | مارک پلت (رقصنده)               | ۱۰۰ | آمریکایی                 | بازیگر، خواننده، رقاص                     | اکلاهما! (فیلم ۱۹۵۵) Down to Earth |
| مارس                    | ۳۰  | کیت اومارا                      | ۷۴  | انگلیسی                  | بازیگر                                    | The Vampire Lovers The Horror of Fرتبهenstein |
| مارس                    | ۳۱  | David Hannay                    | ۷۵  | استرالیایی               | تهیه‌کننده                                 | The Man from Hong Kong سنگ (فیلم ۱۹۷۴) |
| آوریل                   | ۲   | ریچارد بریک                     | ۶۸  | آمریکایی                 | تهیه‌کننده، مدیر تولید                     | رذل و دوست‌داشتنی ستاره مشهور (فیلم ۱۹۹۸) |
| آوریل                   | ۲   | Everett De Roche                | ۶۷  | آمریکایی-استرالیایی      | فیلمنامه‌نویس، بازیگر                      | Patrick Long Weekend |
| آوریل                   | ۳   | Paul Salamunovich               | ۸۶  | آمریکایی                 | رهبر ارکسترا                              | پدرخوانده تریپل اکس (فیلم ۲۰۰۲) |
| آوریل                   | ۵   | John Pinette                    | ۵۰  | آمریکایی                 | بازیگر                                    | مجازاتگر (فیلم ۲۰۰۴) جونیور (فیلم ۱۹۹۴) |
| آوریل                   | ۶   | مری اندرسون (بازیگر، زاده ۱۹۱۸) | ۹۶  | آمریکایی                 | بازیگر                                    | بربادرفته (فیلم ۱۹۳۹) قایق نجات |
| آوریل                   | ۶   | میکی رونی                       | ۹۳  | آمریکایی                 | بازیگر، خواننده، تهیه‌کننده                | اسب سیاه (فیلم ۱۹۷۹) Andy Hardy شب در موزه |
| آوریل                   | ۷   | Perlita Neilson                 | ۸۰  | انگلیسی                  | بازیگر                                    | The Story of Gilbert and Sullivan دردسر در فروشگاه |
| آوریل                   | ۹   | Gil Askey                       | ۸۹  | آمریکایی-استرالیایی      | آهنگ‌ساز                                   | بانو بلوز می‌خواند (فیلم) Mahogany |
| آوریل                   | ۱۰  | فیلیس فریلیک                    | ۷۰  | آمریکایی                 | بازیگر                                    | Children on Their Birthdays Sweet Nothing in My Ear                                                                                                   |
| آوریل                   | ۱۱  | Edna Doré                       | ۹۲  | انگلیسی                  | بازیگر                                    | بینوایان (فیلم ۱۹۹۸) سالی دیگر (فیلم) |
| آوریل                   | ۱۱  | Darrell Zwerling                | ۸۵  | آمریکایی                 | بازیگر                                    | محله چینی‌ها (فیلم ۱۹۷۴) گریس (فیلم) جو در برابر آتشفشان کاپریکورن یک                                                                                  |
| آوریل                   | ۱۴  | اینگبورگ وان کازرو              | ۹۵  | آلمانی-انگلیسی           | بازیگر                                    | کاپیتان هوراشیو هورنبلوئر Across the Bridge |
| آوریل                   | ۱۷  | Anthony Marriott                | ۸۳  | انگلیسی                  | فیلمنامه‌نویس                              | No Sex Please, We're British The Deadly Bees |
| آوریل                   | ۲۱  | کریگ هیل                        | ۸۸  | آمریکایی-اسپانیایی       | بازیگر                                    | دوجینش ارزان‌تر است (فیلم ۱۹۵۰) همه‌چیز درباره ایو |
| آوریل                   | ۲۶  | Antonio Pica                    | ۸۱  | اسپانیایی                | بازیگر                                    | سفرهای من و عمه‌ام به خاطر یک مشت دلار |
| آوریل                   | ۲۹  | باب هاسکینز                     | ۷۱  | انگلیسی                  | بازیگر، کارگردان                          | چه کسی برای راجر رابیت پاپوش دوخت؟ مونا لیزا (فیلم) هوک (فیلم) دشمن پشت دروازه‌ها سفیدبرفی و شکارچی                                                    |
| آوریل                   | ۳۰  | Judi Meredith                   | ۷۷  | آمریکایی                 | بازیگر                                    | Jack the Giant Killer Dark Intruder |
| مه                      | ۱   | عاصی دایان                      | ۶۸  | اسرائیلی                 | بازیگر                                    | A Walk with Love and Death Promise at Dawn |
| مه                      | ۱   | هاوارد اسمیت                    | ۷۷  | آمریکایی                 | بازیگر، کارگردان، تهیه‌کننده               | طلوع مردگان مارجو |
| مه                      | ۱   | Eli Woods                       | ۹۱  | انگلیسی                  | بازیگر                                    | A Private Function دوریت کوچک (فیلم ۱۹۸۷) |
| مه                      | ۲   | Pauline Wagner                  | ۱۰۳ | آمریکایی                 | بازیگر                                    | سلطان جاز College Lovers |
| مه                      | ۲   | افرم زیمبالیست جونیور           | ۹۵  | آمریکایی                 | بازیگر، بازیگر نقش مکمل                   | بتمن: نقاب شبح Airport ۱۹۷۵ |
| مه                      | ۳   | لسلی کارلسون                    | ۸۱  | آمریکایی-کانادایی        | بازیگر                                    | داستان کریسمس (فیلم) Deranged |
| مه                      | ۵   | Jackie Lynn Taylor              | ۸۷  | آمریکایی                 | بازیگر                                    | دارودسته ما بچه‌ها در شهر اسباب‌بازی (فیلم ۱۹۳۴) |
| مه                      | ۶   | ویرجینیا بلمونت                 | ۹۲  | آمریکایی                 | بازیگر                                    | Dangers of the Canadian Mounted Johnny Angel |
| مه                      | ۶   | Antony Hopkins                  | ۹۳  | انگلیسی                  | آهنگ‌ساز، رهبر ارکسترا                     | The Huggetts بیلی باد (فیلم) |
| مه                      | ۶   | William Olvis                   | ۵۶  | آمریکایی                 | آهنگ‌ساز                                   | سرقت بزرگ سرقت کوچک غرب رد راک |
| مه                      | ۷   | تونی گنارو                      | ۷۲  | آمریکایی                 | بازیگر                                    | لرزش (فیلم) نقاب زورو |
| مه                      | ۸   | Beverly Long                    | ۸۱  | آمریکایی                 | بازیگر                                    | شورش بی‌دلیل Super Capers |
| مه                      | ۸   | Nancy Malone                    | ۷۹  | آمریکایی                 | بازیگر                                    | The Man Who Loved Cat Dancing کاپریکورن یک |
| مه                      | ۱۱  | Barbara Knudson                 | ۸۶  | آمریکایی                 | بازیگر                                    | Meet Danny Wilson قاتل نق‌نقو |
| مه                      | ۱۲  | کورنل بورچرز                    | ۸۹  | لیتوانیایی-آلمانی        | بازیگر                                    | The Big Lift هرگز نگو خداحافظ (فیلم ۱۹۵۶) |
| مه                      | ۱۲  | اچ.آر. گیگر                     | ۷۴  | سوئیسی                   | جلوه‌های ویژه                              | بیگانه (مجموعه‌فیلم) پرومته (فیلم) |
| مه                      | ۱۲  | Ralph Peduto                    | ۷۲  | آمریکایی                 | بازیگر                                    | خانم داوت‌فایر پچ آدامز (فیلم) |
| مه                      | ۱۳  | مالک بنجلول                     | ۳۶  | سوئدی                    | مستندساز                                  | در جستجوی شوگرمن |
| مه                      | ۱۸  | جری وال                         | ۸۳  | آمریکایی                 | خواننده                                   | رفقای خوب کازینو (فیلم) |
| مه                      | ۱۸  | گوردون ویلیس                    | ۸۲  | آمریکایی                 | سینماگر                                   | پدرخوانده (مجموعه‌فیلم) آنی هال |
| مه                      | ۱۹  | Peter Curtin                    | ۷۰  | استرالیایی               | بازیگر                                    | Darkness Falls آناکونداها: شکار ارکیده خونین |
| مه                      | ۲۰  | Barbara Murray                  | ۸۴  | انگلیسی                  | بازیگر                                    | گذرنامه ورود به پیملیکو Operation Bullshine |
| مه                      | ۲۱  | پونی آدامز                      | ۹۵  | آمریکایی                 | بازیگر                                    | خانه دراکولا Batman and Robin |
| مه                      | ۲۲  | متیو کوولز                      | ۶۹  | آمریکایی                 | بازیگر                                    | ضربه محکم هیئت منصفه (فیلم ۱۹۹۶) |
| مه                      | ۲۳  | مونا فریمن                      | ۸۷  | آمریکایی                 | بازیگر                                    | زیبای سیاه (فیلم ۱۹۴۶) Jumping Jacks |
| مه                      | ۲۳  | Michael Gottlieb                | ۶۹  | آمریکایی                 | کارگردان، فیلمنامه‌نویس                    | مانکن (فیلم ۱۹۸۷) Mr. Nanny |
| مه                      | ۲۵  | Lee Chamberlin                  | ۷۶  | آمریکایی                 | بازیگر                                    | Uptown Saturday Night Let's Do It Again |
| مه                      | ۲۵  | هرب جفریس                       | ۱۰۰ | آمریکایی                 | بازیگر، خواننده                           | The Bronze Buckaroo Harlem on the Prairie |
| مه                      | ۲۵  | Bunny Yeager                    | ۸۵  | آمریکایی                 | بازیگر                                    | هری و پسر Lady in Cement |
| مه                      | ۲۶  | Anna Berger                     | ۹۱  | آمریکایی                 | بازیگر                                    | جنایت و جنحه تو حریف زوهان نمی‌شی |
| مه                      | ۲۸  | مایا آنجلو                      | ۸۶  | آمریکایی                 | بازیگر                                    | Madea's Family Reunion Poetic Justice |
| مه                      | ۲۹  | هاینتس بوم                      | ۸۶  | آلمانی-اتریشی            | بازیگر                                    | The Wonderful World of the Brothers Grimm نگاه دزدکی (فیلم)                                                                                           |
| مه                      | ۳۰  | جوآن لورینگ                     | ۸۸  | هنگ کنگ-آمریکایی         | بازیگر                                    | The Corn Is Green سه بیگانه (فیلم ۱۹۴۶) |
| مه                      | ۳۱  | مارتا هایر                      | ۸۹  | آمریکایی                 | بازیگر                                    | بعضی دوان‌دوان آمدند سابرینا (فیلم ۱۹۵۴) |
| ژوئن                    | ۱   | ان بی دیویس                     | ۸۸  | آمریکایی                 | بازیگر                                    | The Brady Bunch Movie Naked Gun ۳۳⅓: The Final Insult                                                                                                 |
| ژوئن                    | ۱   | Joseph Olita                    | ۷۰  | کنیایی                   | بازیگر                                    | میسیسیپی ماسالا Sheena |
| ژوئن                    | ۴   | Neal Arden                      | ۱۰۴ | انگلیسی                  | بازیگر                                    | "Pimpernel" Smith راز سوم (فیلم) |
| ژوئن                    | ۴   | کلیف سورن                       | ۸۸  | انگلیسی-آمریکایی         | بازیگر                                    | سرود کریسمس (فیلم ۱۹۳۸) چه سرسبز بود دره من |
| ژوئن                    | ۷   | ژاک هرلین                       | ۸۶  | فرانسوی                  | بازیگر                                    | تعطیلات اروپا پیام‌آور: داستان ژاندارک |
| ژوئن                    | ۸   | ورونیکا لازار                   | ۷۵  | رومانیایی-ایتالیایی      | بازیگر                                    | آسمان سرپناه La Luna |
| ژوئن                    | ۹   | ریک مایال                       | ۵۶  | انگلیسی                  | بازیگر                                    | گرگ‌نمای آمریکایی در لندن کبوتر بی‌باک |
| ژوئن                    | ۱۱  | روبی دی                         | ۹۱  | آمریکایی                 | بازیگر                                    | گانگستر آمریکایی (فیلم) کار درست را بکن A Raisin in the Sun انگیزه عدالت (فیلم) Baby Geniuses                                                         |
| ژوئن                    | ۱۱  | Gilles Ségal                    | ۸۲  | رومانیایی-فرانسوی        | بازیگر                                    | تاپ کاپی (فیلم) The Madwoman of Chaillot |
| ژوئن                    | ۱۲  | کارلا لمله                      | ۱۰۴ | آمریکایی                 | بازیگر                                    | شبح اپرا (فیلم ۱۹۲۵) دراکولا (فیلم ۱۹۳۱ انگلیسی‌زبان)                                                                                                  |
| ژوئن                    | ۱۲  | Jimmy Scott                     | ۸۸  | آمریکایی                 | بازیگر، خواننده                           | مهربان باش، بپیچان دیوارهای چلسی |
| ژوئن                    | ۱۴  | ایزابل کالین دافرسن             | ۷۸  | فرانسوی-آمریکایی         | بازیگر                                    | کابوی نیمه‌شب زن مجرد |
| ژوئن                    | ۱۴  | سم کلی                          | ۷۰  | انگلیسی                  | بازیگر                                    | ننی مک‌فی و بیگ بنگ Carry On Dick |
| ژوئن                    | ۱۴  | فرانسیس متیوز                   | ۸۶  | انگلیسی                  | بازیگر                                    | دراکولا: شاهزاده تاریکی The Revenge of Fرتبهenstein                                                                                                   |
| ژوئن                    | ۱۴  | Terry Richards                  | ۸۱  | انگلیسی                  | بازیگر، بدل‌کار                            | ایندیانا جونز جیمز باند (مجموعه‌فیلم) |
| ژوئن                    | ۱۵  | ژاک برژراک                      | ۸۷  | فرانسوی                  | بازیگر                                    | ژی‌ژی (فیلم ۱۹۵۸) دختران (فیلم ۱۹۵۷) |
| ژوئن                    | ۱۵  | کیسی کیزم                       | ۸۲  | آمریکایی                 | بازیگر                                    | شکارچیان روح لونی تونز: بازگشت به مبارزه |
| ژوئن                    | ۱۷  | پتسی برن                        | ۸۰  | انگلیسی                  | بازیگر                                    | بینوایان (فیلم ۱۹۹۸) Kevin & Perry Go Large |
| ژوئن                    | ۱۷  | Barry Moss                      | ۷۴  | آمریکایی                 | مسئول انتخاب بازیگران                     | جمعه سیزدهم (فیلم ۱۹۸۰) پدر بزرگ (فیلم) |
| ژوئن                    | ۱۷  | Jeffry Wickham                  | ۸۰  | انگلیسی                  | بازیگر                                    | بازمانده روز (فیلم) پیش از آمدن زمستان |
| ژوئن                    | ۱۸  | James Nelson                    | ۸۱  | آمریکایی                 | ویرایشگر صدا                              | جن‌گیر (فیلم) بیچ پارتی |
| ژوئن                    | ۲۲  | استیو رسی                       | ۸۲  | آمریکایی                 | بازیگر                                    | The Last of the Secret Agents? مکزیکی (فیلم) |
| ژوئن                    | ۲۴  | ایلای والاک                     | ۹۸  | آمریکایی                 | بازیگر، تهیه‌کننده                         | خوب، بد، زشت پدرخوانده: قسمت سوم وال استریت: پول هرگز نمی‌خوابد تعطیلات (فیلم ۲۰۰۶) دو جیک                                                             |
| ژوئن                    | ۲۶  | Wolf Koenig                     | ۸۶  | آلمانی-کانادایی          | کارگردان، تهیه‌کننده                       | Lonely Boy City of Gold |
| ژوئن                    | ۲۶  | مری راجرز                       | ۸۳  | آمریکایی                 | فیلمنامه‌نویس                              | Freaky Friday The Devil and Max Devlin |
| ژوئن                    | ۲۷  | بابی وومک                       | ۷۰  | آمریکایی                 | بازیگر، آهنگ‌ساز                           | گروه کلوپ بی‌کسان گروهبان فلفل (فیلم) Across 110th Street                                                                                              |
| ژوئن                    | ۲۸  | میشاچ تیلور                     | ۶۷  | آمریکایی                 | بازیگر                                    | مانکن (فیلم ۱۹۸۷) دیمین: طالع نحس ۲ |
| ژوئن                    | ۲۹  | Dermot Healy                    | ۶۶  | ایرلندی                  | بازیگر                                    | پسر خونریز (فیلم ۱۹۹۷) نگهبان (فیلم ۲۰۱۱) |
| ژوئن                    | ۳۰  | باب هیستینگز                    | ۸۹  | آمریکایی                 | بازیگر                                    | McHale's Navy ماجرای پوزیدون (فیلم ۱۹۷۲) |
| ژوئن                    | ۳۰  | پل مازورسکی                     | ۸۴  | آمریکایی                 | بازیگر، کارگردان، فیلمنامه‌نویس            | زن مجرد باب و کارول و تد و آلیس |
| فهرست مرگ‌ها بر پایه سال | ۴   | Paul Apted                      | ۴۷  | انگلیسی-آمریکایی         | ویرایشگر صدا                              | آلیس در سرزمین عجایب (فیلم ۲۰۱۰) سرگذشت نارنیا: سفر کشتی سپیده‌پیما کتاب‌دزد (فیلم) ولورین (فیلم ۲۰۱۳) بخت پریشان (فیلم)                                |
| فهرست مرگ‌ها بر پایه سال | ۵   | Noel Black                      | ۷۷  | آمریکایی                 | کارگردان، تهیه‌کننده                       | مدرسه خصوصی (فیلم) Mischief |
| فهرست مرگ‌ها بر پایه سال | ۵   | رزمری مورفی                     | ۸۹  | آلمانی-آمریکایی          | بازیگر، خواننده                           | کشتن مرغ مقلد (فیلم) Ben بخش‌گویی، نیویورک Julia آفرودیت توانا                                                                                         |
| فهرست مرگ‌ها بر پایه سال | ۶   | Dave Bickers                    | ۷۶  | انگلیسی                  | بدل‌کار                                    | اختاپوسی ایندیانا جونز و آخرین جنگ صلیبی |
| فهرست مرگ‌ها بر پایه سال | ۶   | دیو لجینو                       | ۵۰  | انگلیسی                  | بازیگر                                    | هری پاتر (مجموعه‌فیلم) بتمن آغاز می‌کند قاپ‌زنی الیزابت: دوران طلایی                                                                                     |
| فهرست مرگ‌ها بر پایه سال | ۷   | دیک جونز                        | ۸۷  | آمریکایی                 | بازیگر، خواننده                           | پینوکیو (فیلم ۱۹۴۰) Nancy Drew... Reporter |
| فهرست مرگ‌ها بر پایه سال | ۹   | کن تورن                         | ۹۰  | انگلیسی-آمریکایی         | آهنگ‌ساز                                   | سوپرمن ۲ A Funny Thing Happened on the Way to the Forum                                                                                               |
| فهرست مرگ‌ها بر پایه سال | ۱۰  | زهره سگال                       | ۱۰۲ | هندی                     | بازیگر، رقاص                              | مثل بکام کات‌دار بزن بانوی ادویه‌جات |
| فهرست مرگ‌ها بر پایه سال | ۱۱  | Ray Lonnen                      | ۷۴  | انگلیسی                  | بازیگر                                    | زپلین (فیلم) جینجر و رزا |
| فهرست مرگ‌ها بر پایه سال | ۱۴  | تام رالف                        | ۸۲  | سوئدی-آمریکایی           | تدوینگر                                   | راننده تاکسی مردان واقعی (فیلم) مخمصه (فیلم ۱۹۹۵) تعادل (فیلم) پرونده پلیکان (فیلم)                                                                   |
| فهرست مرگ‌ها بر پایه سال | ۱۶  | Hans Funck                      | ۶۱  | آلمانی                   | تدوینگر                                   | تهاجم (فیلم ۲۰۰۷) دیانا (فیلم) |
| فهرست مرگ‌ها بر پایه سال | ۱۷  | الین استریچ                     | ۸۹  | آمریکایی                 | بازیگر                                    | سپتامبر (فیلم ۱۹۸۷) پارانورمن |
| فهرست مرگ‌ها بر پایه سال | ۱۷  | John Walton                     | ۶۲  | استرالیایی               | بازیگر                                    | اسپاتسوود (فیلم) The Lighthorsemen |
| فهرست مرگ‌ها بر پایه سال | ۱۸  | دیتمار شونهر                    | ۸۸  | اتریشی-اسپانیایی         | بازیگر                                    | طولانی‌ترین روز (فیلم) Coast of Skeletons |
| فهرست مرگ‌ها بر پایه سال | ۱۹  | John Fasano                     | ۵۲  | آمریکایی                 | فیلمنامه‌نویس، تهیه‌کننده                   | ۴۸ ساعت دیگر Darkness Falls |
| فهرست مرگ‌ها بر پایه سال | ۱۹  | جیمز گارنر                      | ۸۶  | آمریکایی                 | بازیگر                                    | دفترچه خاطرات (فیلم ۲۰۰۴) عشق مورفی ماوریک (فیلم) گاوچران‌های فضا ویکتور ویکتوریا آتلانتیس: امپراتوری گم‌شده سرزمین قبل از تاریخ ۱۰: مهاجرت گردن درازها |
| فهرست مرگ‌ها بر پایه سال | ۱۹  | اسکای مک‌کول بارتوزیاک           | ۲۱  | آمریکایی                 | بازیگر                                    | میهن‌پرست (فیلم ۲۰۰۰) قوانین خانه سایدر (فیلم) لولوخورخوره (فیلم) ماشین‌سواری با پسرها هیچی نگو                                                         |
| فهرست مرگ‌ها بر پایه سال | ۱۹  | Peter Marquardt                 | ۵۰  | آمریکایی                 | بازیگر                                    | بچه‌های جاسوس ۳: بازی باخته دسپرادو (فیلم) |
| فهرست مرگ‌ها بر پایه سال | ۲۳  | دورا برایان                     | ۹۱  | انگلیسی                  | بازیگر                                    | Carry On Sergeant یک نوک زبان عسل |
| فهرست مرگ‌ها بر پایه سال | ۲۴  | Walt Martin                     | ۶۹  | آمریکایی                 | Sound Mixer                               | تک‌تیرانداز آمریکایی (فیلم) پرچم‌های پدران ما پسران نیوجرسی (فیلم ۲۰۱۴) دختر میلیون‌دلاری کار خون                                                        |
| فهرست مرگ‌ها بر پایه سال | ۲۸  | جیمز شیگتا                      | ۸۵  | آمریکایی                 | بازیگر، خواننده                           | جان‌سخت Flower Drum Song مولان (فیلم ۱۹۹۸) Walk Like a Dragon The Crimson Kimono                                                                       |
| فهرست مرگ‌ها بر پایه سال | ۳۰  | Dennis Lipscomb                 | ۷۲  | آمریکایی                 | بازیگر                                    | بازی‌های جنگی تحت محاصره |
| فهرست مرگ‌ها بر پایه سال | ۳۰  | دیک اسمیت (چهره‌پرداز)           | ۹۲  | آمریکایی                 | چهره‌پرداز                                 | آمادئوس (فیلم) پدرخوانده (مجموعه‌فیلم) |
| فهرست مرگ‌ها بر پایه سال | ۳۱  | کنی ایرلند                      | ۶۸  | اسکاتلندی                | بازیگر                                    | قهرمان محلی سگ‌های جنگ (فیلم) |
| فهرست مرگ‌ها بر پایه سال | ۴   | Walter Massey                   | ۸۵  | کانادایی                 | بازیگر                                    | بهترین بازی دنیا خانم پارکر و محفل شرور |
| فهرست مرگ‌ها بر پایه سال | ۵   | مریلین برنز                     | ۶۵  | آمریکایی                 | بازیگر                                    | کشتار با اره‌برقی در تگزاس (مجموعه‌فیلم) Eaten Alive |
| فهرست مرگ‌ها بر پایه سال | ۸   | مناهم گولان                     | ۸۵  | اسرائیلی                 | کارگردان، تهیه‌کننده، فیلمنامه‌نویس         | نیروی دلتا (فیلم) سوپرمن ۴: در جستجوی صلح |
| فهرست مرگ‌ها بر پایه سال | ۸   | چارلز کیتینگ (بازیگر)           | ۷۲  | انگلیسی-آمریکایی         | بازیگر                                    | بادیگارد (فیلم ۱۹۹۲) دوس بیگالو: ژیگولوی اروپایی |
| فهرست مرگ‌ها بر پایه سال | ۸   | Danny Murphy                    | ۵۸  | آمریکایی                 | بازیگر                                    | یه چیزی راجع به مری هست من، خودم و آیرین |
| فهرست مرگ‌ها بر پایه سال | ۸   | جی.جی. مورفی                    | ۸۵  | ایرلندی                  | بازیگر                                    | خاکسترهای آنجلا (فیلم) ناگفته‌های دراکولا |
| فهرست مرگ‌ها بر پایه سال | ۸   | Peter Sculthorpe                | ۸۵  | استرالیایی               | آهنگ‌ساز                                   | Manganinnie سن قانونی (فیلم ۱۹۶۹) |
| فهرست مرگ‌ها بر پایه سال | ۹   | جی ای فریمن                     | ۶۸  | آمریکایی                 | بازیگر                                    | از ته دل وحشی تقاطع میلر بیگانه: رستاخیز |
| فهرست مرگ‌ها بر پایه سال | ۹   | اد نلسون                        | ۸۵  | آمریکایی                 | بازیگر                                    | Devil's Partner سرباز در باران |
| فهرست مرگ‌ها بر پایه سال | ۱۱  | Joe Viskocil                    | ۶۱  | آمریکایی                 | جلوه‌های ویژه                              | جنگ ستارگان روز استقلال (فیلم ۱۹۹۶) نابودگر ۲: روز داوری آپولو ۱۳ (فیلم) کد منبع (فیلم)                                                               |
| فهرست مرگ‌ها بر پایه سال | ۱۱  | رابین ویلیامز                   | ۶۳  | آمریکایی                 | بازیگر، تهیه‌کننده                         | ویل هانتینگ خوب خانم داوت‌فایر علاءالدین (فیلم ۱۹۹۲) انجمن شاعران مرده بیداری‌ها (فیلم)                                                                 |
| فهرست مرگ‌ها بر پایه سال | ۱۲  | لورن باکال                      | ۸۹  | آمریکایی                 | بازیگر                                    | آینه دو چهره دارد داشتن و نداشتن (فیلم) میزری (فیلم) کی لارگو تیرانداز (فیلم ۱۹۷۶)                                                                    |
| فهرست مرگ‌ها بر پایه سال | ۱۲  | ارلن مارتل                      | ۷۸  | آمریکایی                 | بازیگر، خواننده                           | پیاده‌روی به‌یادماندنی Dracula's Dog |
| فهرست مرگ‌ها بر پایه سال | ۱۴  | استیون لی                       | ۵۸  | آمریکایی                 | بازیگر                                    | La Bamba برلسک (فیلم ۲۰۱۰) |
| فهرست مرگ‌ها بر پایه سال | ۱۸  | دن پاردو                        | ۹۶  | آمریکایی                 | بازیگر                                    | ماه عسل در وگاس روزگار رادیو |
| فهرست مرگ‌ها بر پایه سال | ۱۸  | Tom Pevsner                     | ۸۷  | آلمانی-انگلیسی           | تهیه‌کننده، مدیر تولید                     | فهرست فیلم‌های جیمز باند دراکولا (فیلم ۱۹۷۹) |
| فهرست مرگ‌ها بر پایه سال | ۱۹  | برایان جی هاتن                  | ۷۹  | آمریکایی                 | بازیگر، کارگردان                          | King Creole آخرین قطار گان هیل |
| فهرست مرگ‌ها بر پایه سال | ۲۴  | ریچارد اتنبرا                   | ۹۰  | انگلیسی                  | بازیگر، کارگردان، تهیه‌کننده               | پارک ژوراسیک گاندی (فیلم) فرار بزرگ (فیلم ۱۹۶۳) معجزه در خیابان سی و چهارم (فیلم ۱۹۹۴) چاپلین (فیلم)                                                  |
| فهرست مرگ‌ها بر پایه سال | ۲۵  | جان براندن (بازیگر)             | ۸۵  | آمریکایی                 | بازیگر                                    | صورت‌زخمی (فیلم ۱۹۸۳) ماجراهای راکی و بولوینکل |
| فهرست مرگ‌ها بر پایه سال | ۲۵  | William Greaves                 | ۸۷  | آمریکایی                 | بازیگر، کارگردان، تهیه‌کننده               | Symbiopsychotaxiplasm Lost Boundaries |
| فهرست مرگ‌ها بر پایه سال | ۲۸  | بیل کر                          | ۹۲  | آفریقای جنوبی-استرالیایی | بازیگر                                    | Doctor series پیتر پن (فیلم ۲۰۰۳) |
| فهرست مرگ‌ها بر پایه سال | ۳۰  | اندرو وی. مک‌لاگلن               | ۹۴  | انگلیسی-آمریکایی         | کارگردان، تهیه‌کننده                       | Fools' Parade مک‌لین تاک! |
| سپتامبر                 | ۱   | گوتفرید جان                     | ۷۲  | آلمانی                   | بازیگر                                    | گولدن‌آی دلیل زندگی |
| سپتامبر                 | ۴   | جون ریورز                       | ۸۱  | آمریکایی                 | بازیگر، کارگردان، بازیگر نقش مکمل         | توپ‌های فضایی Rabbit Test |
| سپتامبر                 | ۵   | Karel Černý                     | ۹۲  | چکی                      | کارگردان هنری وطراح صحنه                  | آمادئوس (فیلم) The Wolves of Willoughby Chase |
| سپتامبر                 | ۶   | استفان جیراش                    | ۸۸  | آمریکایی                 | بازیگر                                    | کری (فیلم ۱۹۷۶) غریبه دشت‌های بالا |
| سپتامبر                 | ۷   | دان کیفر                        | ۹۸  | آمریکایی                 | بازیگر                                    | دروغگو دروغگو بوچ کسیدی و ساندنس کید |
| سپتامبر                 | ۷   | یوشیکو اوتاکا                   | ۹۴  | چینی-ژاپنی               | بازیگر، خواننده                           | Japanese War Bride House of Bamboo |
| سپتامبر                 | ۸   | Jane Baker                      | ۸۰  | انگلیسی                  | فیلمنامه‌نویس                              | Captain Nemo and the Underwater City Night of the Big Heat                                                                                            |
| سپتامبر                 | ۹   | Howell Evans                    | ۸۶  | ولزی                     | بازیگر                                    | پرونده ایپکرس (فیلم) Mr. Nice |
| سپتامبر                 | ۹   | دنی میلر                        | ۸۰  | آمریکایی                 | بازیگر                                    | تارزان، مرد گوریلی (فیلم ۱۹۵۹) پارتی (فیلم ۱۹۶۸) |
| سپتامبر                 | ۱۰  | ریچارد کیل                      | ۷۴  | آمریکایی                 | بازیگر                                    | مون‌ریکر (فیلم) طولانی‌ترین فاصله (فیلم ۱۹۷۴) |
| سپتامبر                 | ۱۱  | یواخیم فوکسبرگر                 | ۸۷  | آلمانی                   | بازیگر                                    | Mystery Submarine The Face of Fu Manchu |
| سپتامبر                 | ۱۱  | دونالد سیندن                    | ۹۰  | انگلیسی                  | بازیگر                                    | بالتو (فیلم) دریای بی‌رحم (فیلم ۱۹۵۳) |
| سپتامبر                 | ۱۲  | جان باردون                      | ۷۵  | انگلیسی                  | بازیگر                                    | آقای وقت‌شناس موجودات درنده |
| سپتامبر                 | ۱۲  | تئودور جی. فلیکر                | ۸۴  | آمریکایی                 | کارگردان، فیلمنامه‌نویس                    | The President's Analyst Spinout |
| سپتامبر                 | ۱۴  | Assheton Gorton                 | ۸۴  | انگلیسی-ولزی             | طراح صحنه                                 | ۱۰۱ سگ خالدار (فیلم ۱۹۹۶) زن ستوان فرانسوی |
| سپتامبر                 | ۱۴  | Angus Lennie                    | ۸۴  | اسکاتلندی-انگلیسی        | بازیگر                                    | فرار بزرگ (فیلم ۱۹۶۳) اوه! چه جنگ دلپذیری |
| سپتامبر                 | ۱۶  | Buster Jones                    | ۷۱  | آمریکایی                 | بازیگر                                    | تبدیل‌شوندگان: فیلم The Marshal of Windy Hollow |
| سپتامبر                 | ۱۹  | Peggy Drake                     | ۹۱  | اتریشی-آمریکایی          | بازیگر                                    | The Tuttles of Tahiti King of the Mounties |
| سپتامبر                 | ۱۹  | آدری لونگ                       | ۹۲  | آمریکایی                 | بازیگر                                    | Tall in the Saddle Duke of Chicago |
| سپتامبر                 | ۲۰  | پالی برگن                       | ۸۴  | آمریکایی                 | بازیگر، خواننده                           | تنگه وحشت (فیلم ۱۹۶۲) The Caretakers |
| سپتامبر                 | ۲۰  | Eric "The بازیگر" Lynch         | ۳۹  | آمریکایی                 | بازیگر                                    | فرینج In Plain Sight |
| سپتامبر                 | ۲۰  | جورج سلوزر                      | ۸۲  | فرانسوی-هلندی            | کارگردان، تهیه‌کننده، فیلمنامه‌نویس         | ناپدید شدن (فیلم ۱۹۹۳) خون تیره |
| سپتامبر                 | ۲۲  | Skip E. Lowe                    | ۸۵  | آمریکایی                 | بازیگر                                    | Black Shampoo The World's Greatest Lover |
| سپتامبر                 | ۲۶  | Jim Boeke                       | ۷۶  | آمریکایی                 | بازیگر                                    | پیشتازان فضا ۶: کشور کشف‌نشده فارست گامپ |
| سپتامبر                 | ۲۶  | Sam Hall                        | ۹۳  | آمریکایی                 | فیلمنامه‌نویس                              | House of Dark Shadows Night of Dark Shadows |
| سپتامبر                 | ۲۶  | Michael McCarty                 | ۶۸  | آمریکایی                 | بازیگر                                    | کسپر (فیلم) افسانه بگر ونس |
| سپتامبر                 | ۲۷  | Sarah Danielle Madison          | ۴۰  | آمریکایی                 | بازیگر                                    | پارک ژوراسیک ۳ روز تعلیم |
| سپتامبر                 | ۳۰  | Ralph Cosham                    | ۷۸  | انگلیسی-آمریکایی         | بازیگر                                    | پرونده پلیکان (فیلم) آدم‌فضایی (فیلم) |
| فهرست مرگ‌ها بر پایه سال | ۲   | Carlos Lopez                    | ۲۵  | آمریکایی                 | بازیگر، بدل‌کار                            | بازی‌های گرسنگی: اشتعال لاک‌پشت‌های نینجای نوجوان جهش‌یافته                                                                                               |
| فهرست مرگ‌ها بر پایه سال | ۴   | Michael Goldberg                | ۵۵  | آمریکایی                 | فیلمنامه‌نویس                              | سگ‌های برفی Little Giants |
| فهرست مرگ‌ها بر پایه سال | ۴   | جان جی لوید                     | ۹۲  | آمریکایی                 | کارگردان هنری و طراح صحنه                 | The Naked Gun برادران بلوز (فیلم) |
| فهرست مرگ‌ها بر پایه سال | ۵   | آنا ماریا گراردی                | ۷۴  | ایتالیایی                | بازیگر                                    | ۱۹۰۰ (فیلم) The Grand Duel |
| فهرست مرگ‌ها بر پایه سال | ۵   | جفری هولدر                      | ۸۴  | ترینیدادیانی-آمریکایی    | بازیگر، خواننده                           | چارلی و کارخانه شکلات‌سازی (فیلم) آنی (فیلم ۱۹۸۲) |
| فهرست مرگ‌ها بر پایه سال | ۵   | آیک جونز                        | ۸۴  | آمریکایی                 | بازیگر، تهیه‌کننده                         | درباره خانم لزلی The Joe Louis Story |
| فهرست مرگ‌ها بر پایه سال | ۵   | میستی اوپهام                    | ۳۲  | آمریکایی                 | بازیگر                                    | رودخانه یخ‌زده آگوست: اوسیج کانتی (فیلم) |
| فهرست مرگ‌ها بر پایه سال | ۶   | ماریان سلدس                     | ۸۶  | آمریکایی                 | بازیگر                                    | تنها در خانه ۳ آگوست راش |
| فهرست مرگ‌ها بر پایه سال | ۷   | فدریکو بوئیدو                   | ۷۵  | ایتالیایی                | بازیگر                                    | Super Fly T.N.T. حکایت‌های کنتربری (فیلم) |
| فهرست مرگ‌ها بر پایه سال | ۹   | جن هوکس                         | ۵۷  | آمریکایی                 | بازیگر                                    | بازگشت بتمن سر مخروطی‌ها |
| فهرست مرگ‌ها بر پایه سال | ۹   | Kim Koscki                      | ۵۰  | آمریکایی                 | بازیگر، بدل‌کار                            | Austin Powers بافی قاتل خون‌آشام‌ها (فیلم) |
| فهرست مرگ‌ها بر پایه سال | ۹   | Victor Winding                  | ۸۵  | انگلیسی-ولزی             | بازیگر                                    | Frightmare تماس مدوسا (فیلم) |
| فهرست مرگ‌ها بر پایه سال | ۱۰  | پاول لاندوسکی                   | ۷۸  | چکی                      | بازیگر                                    | رگتایم (فیلم) سبکی تحمل‌ناپذیر هستی (فیلم) |
| فهرست مرگ‌ها بر پایه سال | ۱۱  | Gary McLarty                    | ۷۳  | آمریکایی                 | بازیگر، بدل‌کار                            | دانشکده پلیس (مجموعه‌فیلم) Beverly Hills Cop |
| فهرست مرگ‌ها بر پایه سال | ۱۱  | Bob Orrison                     | ۸۶  | آمریکایی                 | بازیگر، بدل‌کار                            | جان‌سخت ۲ استارگیت (فیلم) |
| فهرست مرگ‌ها بر پایه سال | ۱۳  | Elizabeth Norment               | ۶۱  | آمریکایی                 | بازیگر                                    | تجدید دیدار دبیرستانی رومی و میشل زن سرخ‌پوش (فیلم ۱۹۸۴)                                                                                               |
| فهرست مرگ‌ها بر پایه سال | ۱۴  | الیزابت پنیا                    | ۵۵  | آمریکایی                 | بازیگر                                    | شگفت‌انگیزان ساعت شلوغی (فیلم ۱۹۹۸) |
| فهرست مرگ‌ها بر پایه سال | ۱۵  | ماری دوبوآ                      | ۷۷  | فرانسوی                  | بازیگر                                    | Monte Carlo or Bust! Hot Line |
| فهرست مرگ‌ها بر پایه سال | ۱۶  | Sumi Haru                       | ۷۵  | آمریکایی                 | بازیگر                                    | مش (فیلم) Krakatoa, East of Java |
| فهرست مرگ‌ها بر پایه سال | ۱۹  | لیندا بلینگدام                  | ۶۶  | کانادایی-انگلیسی         | بازیگر                                    | Sweeney! Confessions of a Driving Instructor |
| فهرست مرگ‌ها بر پایه سال | ۱۹  | Edward Donno                    | ۷۹  | آمریکایی                 | بازیگر، بدل‌کار                            | Star Trek Beverly Hills Cop |
| فهرست مرگ‌ها بر پایه سال | ۱۹  | Gerard Parkes                   | ۹۰  | ایرلندی-کانادایی         | بازیگر                                    | قدیسان بوندوک پای هر دو گیر است |
| فهرست مرگ‌ها بر پایه سال | ۲۰  | Ox Baker                        | ۸۰  | آمریکایی                 | بازیگر                                    | فرار از نیویورک نزاع بزرگ |
| فهرست مرگ‌ها بر پایه سال | ۲۰  | L. M. Kit Carson                | ۷۳  | آمریکایی                 | بازیگر، تهیه‌کننده، فیلمنامه‌نویس           | کشتار با اره‌برقی در تگزاس ۲ پاریس، تگزاس (فیلم) |
| فهرست مرگ‌ها بر پایه سال | ۲۴  | Ted Beniades                    | ۹۱  | آمریکایی                 | بازیگر                                    | صورت‌زخمی (فیلم ۱۹۸۳) زوج عجیب (فیلم) |
| فهرست مرگ‌ها بر پایه سال | ۲۴  | مارشا استراسمن                  | ۶۶  | آمریکایی                 | بازیگر، خواننده                           | Honey, I Shrunk the Kids Another Stakeout |
| فهرست مرگ‌ها بر پایه سال | ۲۶  | فرانسیس برتین                   | ۸۹  | فرانسوی                  | بازیگر                                    | حقیقت درباره چارلی I Want to Go Home |
| فهرست مرگ‌ها بر پایه سال | ۲۶  | Michael Hawkins                 | ۸۵  | انگلیسی                  | بازیگر                                    | سگ باسکرویل (فیلم ۱۹۵۹) Torture Garden |
| فهرست مرگ‌ها بر پایه سال | ۳۰  | رنی اشرسون                      | ۹۹  | انگلیسی                  | بازیگر                                    | دیگران (فیلم ۲۰۰۱) سزار و کلئوپاترا (فیلم) |
| فهرست مرگ‌ها بر پایه سال | ۳۱  | ایان فریزر                      | ۸۱  | انگلیسی-آمریکایی         | آهنگ‌ساز، رهبر ارکسترا                     | اسکروج (فیلم ۱۹۷۰) راز نیمح |
| فهرست مرگ‌ها بر پایه سال | ۱   | Donald Saddler                  | ۹۴  | آمریکایی                 | طراح رقص                                  | The Happy Hooker By the Light of the Silvery Moon |
| فهرست مرگ‌ها بر پایه سال | ۴   | Richard Schaal                  | ۸۶  | آمریکایی                 | بازیگر                                    | روس‌ها می‌آیند، روس‌ها می‌آیند سلاخ‌خانه شماره پنج (فیلم)                                                                                                  |
| فهرست مرگ‌ها بر پایه سال | ۶   | Carole Matthews                 | ۹۴  | آمریکایی                 | بازیگر                                    | Swamp Women جدال در بوت هیل |
| فهرست مرگ‌ها بر پایه سال | ۷   | Zoltán Gera                     | ۹۱  | مجارستانی                | بازیگر                                    | فرار به‌سوی پیروزی نور خورشید (فیلم ۱۹۹۹) |
| فهرست مرگ‌ها بر پایه سال | ۱۰  | Steve Dodd                      | ۸۶  | استرالیایی               | بازیگر                                    | ماتریکس گالیپولی (فیلم ۱۹۸۱) |
| فهرست مرگ‌ها بر پایه سال | ۱۰  | ارنست کینوی                     | ۸۹  | آمریکایی                 | فیلمنامه‌نویس                              | لید بلی (فیلم) Come Back, Charleston Blue |
| فهرست مرگ‌ها بر پایه سال | ۱۰  | کن تاکاکورا                     | ۸۳  | ژاپنی                    | بازیگر                                    | The Yakuza باران سیاه (فیلم آمریکایی) |
| فهرست مرگ‌ها بر پایه سال | ۱۱  | کارول سوزی                      | ۶۲  | آمریکایی                 | بازیگر                                    | مرگ درخور اوست گربه‌ها و سگ‌ها |
| فهرست مرگ‌ها بر پایه سال | ۱۲  | Buddy Catlett                   | ۸۱  | آمریکایی                 | بازیگر                                    | سکس و دختر مجرد (فیلم) When the Boys Meet the Girls                                                                                                   |
| فهرست مرگ‌ها بر پایه سال | ۱۲  | وارن کلارک                      | ۶۷  | انگلیسی                  | بازیگر                                    | پرتقال کوکی (فیلم) فوق سری! |
| فهرست مرگ‌ها بر پایه سال | ۱۲  | ریچارد پاسکو                    | ۸۸  | انگلیسی                  | بازیگر                                    | Yesterday's Enemy Rasputin the Mad Monk |
| فهرست مرگ‌ها بر پایه سال | ۱۶  | Charles Champlin                | ۸۸  | آمریکایی                 | منتقد، بازیگر                             | راز نیمح بازیگر (فیلم ۱۹۹۲) |
| فهرست مرگ‌ها بر پایه سال | ۱۹  | مایک نیکولز                     | ۸۳  | آلمانی-آمریکایی          | کارگردان، تهیه‌کننده، فیلمنامه‌نویس         | فارغ‌التحصیل (فیلم) چه کسی از ویرجینیا وولف می‌ترسد؟ (فیلم)                                                                                             |
| فهرست مرگ‌ها بر پایه سال | ۲۲  | درک ددمن                        | ۷۴  | انگلیسی                  | بازیگر                                    | سارقان زمان برزیل (فیلم ۱۹۸۵) |
| فهرست مرگ‌ها بر پایه سال | ۲۵  | Joanna Dunham                   | ۷۸  | انگلیسی                  | بازیگر                                    | بزرگترین داستان عالم The House That Dripped Blood |
| فهرست مرگ‌ها بر پایه سال | ۲۷  | Fرتبه Yablans                   | ۷۹  | آمریکایی                 | فیلمنامه‌نویس، تهیه‌کننده                   | Mommie Dearest شمال دالاس چهل |
| فهرست مرگ‌ها بر پایه سال | ۲   | گری فیشر                        | ۸۸  | انگلیسی                  | سینماگر                                   | جن‌گیر ۳ Aces High |
| فهرست مرگ‌ها بر پایه سال | ۲   | Jeff Truman                     | ۵۷  | استرالیایی               | بازیگر                                    | بازگشت سوپرمن (فیلم) آمریکایی آرام (فیلم ۲۰۰۲) |
| فهرست مرگ‌ها بر پایه سال | ۵   | یاشاو آدم                       | ??  | ترکی                     | بازیگر                                    | جاسوسی که دوستم داشت (فیلم) برجک دفاعی (فیلم) |
| فهرست مرگ‌ها بر پایه سال | ۵   | مانوئل دسیکا                    | ۶۵  | ایتالیایی                | آهنگ‌ساز                                   | مکانی برای عشاق عاشقان یکشنبه |
| فهرست مرگ‌ها بر پایه سال | ۷   | ادی راوز                        | ۶۰  | آمریکایی                 | بازیگر                                    | گانگستر آمریکایی (فیلم) پاین‌اپل اکسپرس (فیلم) |
| فهرست مرگ‌ها بر پایه سال | ۹   | مری آن موبلی                    | ۷۵  | آمریکایی                 | بازیگر                                    | شیفته دخترها Harum Scarum |
| فهرست مرگ‌ها بر پایه سال | ۱۱  | تام آدامز (بازیگر)              | ۷۶  | انگلیسی                  | بازیگر                                    | فرار بزرگ (فیلم ۱۹۶۳) Licensed to Kill |
| فهرست مرگ‌ها بر پایه سال | ۱۱  | رابرت تیلور                     | ۷۰  | آمریکایی                 | انیمیشن‌ساز، کارگردان، تهیه‌کننده           | ماجراهای اردک: چراغ جادو Heidi's Song |
| فهرست مرگ‌ها بر پایه سال | ۱۵  | بوت کولمن                       | ۹۱  | آمریکایی                 | بازیگر                                    | ژولیوس سزار (فیلم ۱۹۵۳) ظلم تحمل‌ناپذیر |
| فهرست مرگ‌ها بر پایه سال | ۱۸  | ویرنا لیزی                      | ۷۸  | ایتالیایی                | بازیگر                                    | چگونه همسر خود را به قتل برسانیم Not with My Wife, You Don't!                                                                                         |
| فهرست مرگ‌ها بر پایه سال | ۱۸  | Mandy Rice-Davies               | ۷۰  | ولزی-انگلیسی             | بازیگر                                    | Absolute Beginners قایم‌موشک (فیلم ۱۹۶۴) |
| فهرست مرگ‌ها بر پایه سال | ۱۹  | آرتور گاردنر (تهیه‌کننده)        | ۱۰۴ | آمریکایی                 | بازیگر، تهیه‌کننده                         | McQ برانیگان (فیلم) |
| فهرست مرگ‌ها بر پایه سال | ۲۰  | Gino Pellegrini                 | ۷۳  | ایتالیایی-آمریکایی       | طراح صحنه                                 | مری پاپینز (فیلم) داستان وست ساید |
| فهرست مرگ‌ها بر پایه سال | ۲۱  | بیلی وایتلا                     | ۸۲  | انگلیسی                  | بازیگر                                    | طالع نحس بلور تاریک |
| فهرست مرگ‌ها بر پایه سال | ۲۲  | کریستین کواناوگه                | ۵۱  | آمریکایی                 | بازیگر                                    | Rugrats بیب (فیلم) |
| فهرست مرگ‌ها بر پایه سال | ۲۲  | Richard Graydon                 | ۹۲  | انگلیسی                  | بازیگر، بدل‌کار                            | جیمز باند (مجموعه‌فیلم) بتمن (فیلم ۱۹۸۹) |
| فهرست مرگ‌ها بر پایه سال | ۲۲  | جوزف سارجنت                     | ۸۹  | آمریکایی                 | کارگردان، تهیه‌کننده                       | مک‌آرتور (فیلم) آرواره‌ها: انتقام |
| فهرست مرگ‌ها بر پایه سال | ۲۳  | Mike Elliott                    | ۶۸  | انگلیسی                  | بازیگر                                    | بیلی الیوت گل! (فیلم) |
| فهرست مرگ‌ها بر پایه سال | ۲۳  | جرمی لوید                       | ۸۴  | انگلیسی                  | بازیگر، فیلمنامه‌نویس                      | Are You Being Served? کمک! (فیلم) |
| فهرست مرگ‌ها بر پایه سال | ۲۴  | Buddy DeFranco                  | ۹۱  | آمریکایی                 | بازیگر                                    | دلهره عشق (فیلم ۱۹۴۵) The Wild Party |
| فهرست مرگ‌ها بر پایه سال | ۲۵  | Dave Comer                      | ۵۹  | نیوزلندی                 | Location Scout                            | ارباب حلقه‌ها (مجموعه‌فیلم) هابیت (مجموعه‌فیلم) |
| فهرست مرگ‌ها بر پایه سال | ۲۵  | دیوید رایل                      | ۷۹  | انگلیسی                  | بازیگر                                    | هری پاتر و یادگاران مرگ - قسمت اول دور دنیا در ۸۰ روز (فیلم ۲۰۰۴)                                                                                     |
| فهرست مرگ‌ها بر پایه سال | ۲۵  | Bernard Kay                     | ۸۶  | انگلیسی                  | بازیگر                                    | دکتر ژیواگو (فیلم) Carry On Sergeant |
| فهرست مرگ‌ها بر پایه سال | ۲۶  | Rhodes Reason                   | ۸۴  | آمریکایی                 | بازیگر                                    | King Kong Escapes The Delta Factor |
| فهرست مرگ‌ها بر پایه سال | ۲۷  | Bridget Turner                  | ۷۵  | انگلیسی                  | بازیگر                                    | زیر درخت شیر (فیلم ۱۹۷۲) The Walking Stick |
| فهرست مرگ‌ها بر پایه سال | ۲۸  | Fرتبهie Randall                 | ۷۶  | آمریکایی                 | بازیگر، خواننده                           | The Day of the Wolves Wild on the Beach |
| فهرست مرگ‌ها بر پایه سال | ۳۰  | یولاند دونلن                    | ۹۴  | آمریکایی-انگلیسی         | بازیگر                                    | Jigsaw ۸۰٬۰۰۰ مظنون |
| فهرست مرگ‌ها بر پایه سال | ۳۰  | Patrick Gowers                  | ۷۸  | انگلیسی                  | آهنگ‌ساز                                   | هملت (فیلم ۱۹۶۹) The Boy Who Turned Yellow |
| فهرست مرگ‌ها بر پایه سال | ۳۰  | لوئیز راینر                     | ۱۰۴ | آلمانی-انگلیسی           | بازیگر                                    | زیگفلد کبیر خاک خوب (فیلم) |
| فهرست مرگ‌ها بر پایه سال | ۳۱  | ادوارد هرمان                    | ۷۱  | آمریکایی                 | بازیگر                                    | پسران گمشده آنی (فیلم ۱۹۸۲) |